# Copa Davis 2023
La Copa Davis 2023 fue la 111.ª edición del torneo de tenis masculino más importante entre las competiciones disputadas, por equipos de diversos países, en este deporte.
El equipo de Copa Davis de Canadá no pudo defender su título al perder en los cuartos de final ante Finlandia por un marcador de 1-2.

## Fase final
Desde el 12 al 17 de septiembre se disputará la fase de grupos.

Desde el 21 al 26 de noviembre se disputará la fase eliminatoria.
Los equipos clasificados a las Finales de la Copa Davis 2023 fueron los siguientes:
- 2 finalistas de la edición anterior.
- 12 ganadores de la ronda de clasificación, jugada del 3 al 5 de febrero de 2023.
- 2 equipos invitados (WC).

| Equipos participantes | Equipos participantes | Equipos participantes | Equipos participantes | Equipos participantes | Equipos participantes |
| · Australia           | · Canadá              | · Chile               | · Corea del Sur       |                       |                       |
| · Croacia             | · España (WC)         | · Estados Unidos      | · Finlandia           |                       |                       |
| · Francia             | · Italia (WC)         | · Países Bajos        | · Reino Unido         |                       |                       |
| · República Checa     | · Serbia              | · Suecia              | · Suiza               |                       |                       |
| --------------------- | --------------------- | --------------------- | --------------------- | --------------------- | --------------------- |

### Rondas finales
|  | Cuartos de final            | Cuartos de final            | Cuartos de final            |           |           | Semifinales          | Semifinales          | Semifinales          |  |           | Final           | Final           | Final           |  |
|  | 21 hasta el 23 de noviembre | 21 hasta el 23 de noviembre | 21 hasta el 23 de noviembre |           |           | 24 y 25 de noviembre | 24 y 25 de noviembre | 24 y 25 de noviembre |  |           | 26 de noviembre | 26 de noviembre | 26 de noviembre |  |
|  |                             |                             |                             |           |           |                      |                      |                      |  |           |                 |                 |                 |  |
|  |                             |                             |                             |           |           |                      |                      |                      |  |           |                 |                 |                 |  |
|  | 1.ºA                        | Canadá                      | 1                           |           |           |                      |                      |                      |  |           |                 |                 |                 |  |
|  | 1.ºA                        | Canadá                      | 1                           |           |           |                      |                      |                      |  |           |                 |                 |                 |  |
|  | 2.ºD                        | Finlandia                   | 2                           |           |           |                      |                      |                      |  |           |                 |                 |                 |  |
|  | 2.ºD                        | Finlandia                   | 2                           |           | Finlandia | Finlandia            | 0                    |                      |  |           |                 |                 |                 |  |
|  |                             |                             |                             |           | Finlandia | Finlandia            | 0                    |                      |  |           |                 |                 |                 |  |
|  |                             |                             | Australia                   | Australia | 2         |                      |                      |                      |  |           |                 |                 |                 |  |
|  | 1.ºC                        | República Checa             | Australia                   | Australia | 2         | 1                    |                      |                      |  |           |                 |                 |                 |  |
|  | 1.ºC                        | República Checa             |                             |           |           |                      |                      |                      |  |           |                 |                 |                 |  |
|  | 2.ºB                        | Australia                   | 2                           |           |           |                      |                      |                      |  |           |                 |                 |                 |  |
|  | 2.ºB                        | Australia                   | 2                           |           |           |                      |                      |                      |  | Australia | Australia       | 0               |                 |  |
|  |                             |                             |                             |           |           |                      |                      |                      |  | Australia | Australia       | 0               |                 |  |
|  |                             |                             | Italia                      | Italia    | 2         |                      |                      |                      |  |           |                 |                 |                 |  |
|  | 2.ºA                        | Italia                      | Italia                      | Italia    | 2         | 2                    |                      |                      |  |           |                 |                 |                 |  |
|  | 2.ºA                        | Italia                      |                             |           |           |                      |                      |                      |  |           |                 |                 |                 |  |
|  | 1.ºD                        | Países Bajos                | 1                           |           |           |                      |                      |                      |  |           |                 |                 |                 |  |
|  | 1.ºD                        | Países Bajos                | 1                           |           | Italia    | Italia               | 2                    |                      |  |           |                 |                 |                 |  |
|  |                             |                             |                             |           | Italia    | Italia               | 2                    |                      |  |           |                 |                 |                 |  |
|  |                             |                             | Serbia                      | Serbia    | 1         |                      |                      |                      |  |           |                 |                 |                 |  |
|  | 2.ºC                        | Serbia                      | Serbia                      | Serbia    | 1         | 2                    |                      |                      |  |           |                 |                 |                 |  |
|  | 2.ºC                        | Serbia                      |                             |           |           |                      |                      |                      |  |           |                 |                 |                 |  |
|  | 1.ºB                        | Gran Bretaña                | 0                           |           |           |                      |                      |                      |  |           |                 |                 |                 |  |
|  | 1.ºB                        | Gran Bretaña                | 0                           |           |           |                      |                      |                      |  |           |                 |                 |                 |  |
|  |                             |                             |                             |           |           |                      |                      |                      |  |           |                 |                 |                 |  |

#### Cuartos de final
| | Bandera de Canadá    | Canadá                            | 1 | 2 | Finlandia | Bandera de Finlandia |
| --- | -------------------- | --------------------------------- | - | - | --------- | -------------------- |
| Palacio de Deportes José María Martín Carpena, Málaga, España 21 de noviembre de 2023 16:00 (CET) |                      |                                   |   |   |           |                      |
| \| 1 \| \| Milos Raonic \| 6 \| 7 \| \| \| 1 \| \| Patrick Kaukovalta \| 3 \| 5 \| \| \| 2 \| \| Gabriel Diallo \| 4 \| 5 \| \| \| 2 \| \| Otto Virtanen \| 6 \| 7 \| \| \| 3 \| \| Alexis Galarneau / Vasek Pospisil \| 5 \| 3 \| \| \| 3 \| \| Harri Heliövaara / Otto Virtanen \| 7 \| 6 \| \| |                      |                                   |   |   |           |                      |
| 1 | Bandera de Canadá    | Milos Raonic                      | 6 | 7 |           |                      |
| 1 | Bandera de Finlandia | Patrick Kaukovalta                | 3 | 5 |           |                      |
| 2 | Bandera de Canadá    | Gabriel Diallo                    | 4 | 5 |           |                      |
| 2 | Bandera de Finlandia | Otto Virtanen                     | 6 | 7 |           |                      |
| 3 | Bandera de Canadá    | Alexis Galarneau / Vasek Pospisil | 5 | 3 |           |                      |
| 3 | Bandera de Finlandia | Harri Heliövaara / Otto Virtanen  | 7 | 6 |           |                      |

| | Bandera de República Checa | República Checa              | 1 | 2  | Australia | Bandera de Australia |
| --- | -------------------------- | ---------------------------- | - | -- | --------- | -------------------- |
| Palacio de Deportes José María Martín Carpena, Málaga, España 22 de noviembre de 2023 16:00 (CET) |                            |                              |   |    |           |                      |
| \| 1 \| \| Tomáš Macháč \| 6 \| 7 \| \| \| 1 \| \| Jordan Thompson \| 4 \| 5 \| \| \| 2 \| \| Jiří Lehečka \| 6 \| 62 \| 5 \| \| 2 \| \| Álex de Miñaur \| 4 \| 77 \| 7 \| \| 3 \| \| Jiří Lehečka / Adam Pavlásek \| 4 \| 5 \| \| \| 3 \| \| Matthew Ebden / Max Purcell \| 6 \| 7 \| \| |                            |                              |   |    |           |                      |
| 1 | Bandera de República Checa | Tomáš Macháč                 | 6 | 7  |           |                      |
| 1 | Bandera de Australia       | Jordan Thompson              | 4 | 5  |           |                      |
| 2 | Bandera de República Checa | Jiří Lehečka                 | 6 | 62 | 5         |                      |
| 2 | Bandera de Australia       | Álex de Miñaur               | 4 | 77 | 7         |                      |
| 3 | Bandera de República Checa | Jiří Lehečka / Adam Pavlásek | 4 | 5  |           |                      |
| 3 | Bandera de Australia       | Matthew Ebden / Max Purcell  | 6 | 7  |           |                      |

| | Bandera de Italia           | Italia                             | 2  | 1 | Países Bajos | Bandera de los Países Bajos |
| --- | --------------------------- | ---------------------------------- | -- | - | ------------ | --------------------------- |
| Palacio de Deportes José María Martín Carpena, Málaga, España 23 de noviembre de 2023 1.ª sesión (10:00 CET) |                             |                                    |    |   |              |                             |
| \| 1 \| \| Matteo Arnaldi \| 78 \| 3 \| 67 \| \| 1 \| \| Botic van de Zandschulp \| 66 \| 6 \| 79 \| \| 2 \| \| Jannik Sinner \| 77 \| 6 \| \| \| 2 \| \| Tallon Griekspoor \| 63 \| 1 \| \| \| 3 \| \| Jannik Sinner / Lorenzo Sonego \| 6 \| 6 \| \| \| 3 \| \| Tallon Griekspoor / Wesley Koolhof \| 3 \| 4 \| \| |                             |                                    |    |   |              |                             |
| 1 | Bandera de Italia           | Matteo Arnaldi                     | 78 | 3 | 67           |                             |
| 1 | Bandera de los Países Bajos | Botic van de Zandschulp            | 66 | 6 | 79           |                             |
| 2 | Bandera de Italia           | Jannik Sinner                      | 77 | 6 |              |                             |
| 2 | Bandera de los Países Bajos | Tallon Griekspoor                  | 63 | 1 |              |                             |
| 3 | Bandera de Italia           | Jannik Sinner / Lorenzo Sonego     | 6  | 6 |              |                             |
| 3 | Bandera de los Países Bajos | Tallon Griekspoor / Wesley Koolhof | 3  | 4 |              |                             |

| | Bandera de Serbia       | Serbia                         | 2         | 0  | Gran Bretaña | Bandera del Reino Unido |
| --- | ----------------------- | ------------------------------ | --------- | -- | ------------ | ----------------------- |
| Palacio de Deportes José María Martín Carpena, Málaga, España 23 de noviembre de 2023 2.ª sesión (16:00 CET) |                         |                                |           |    |              |                         |
| \| 1 \| \| Miomir Kecmanović \| 77 \| 78 \| \| \| 1 \| \| Jack Draper \| 62 \| 66 \| \| \| 2 \| \| Novak Djokovic \| 6 \| 6 \| \| \| 2 \| \| Cameron Norrie \| 4 \| 4 \| \| \| 3 \| \| Novak Djokovic / Dušan Lajović \| No \| \| \| \| 3 \| \| Joe Salisbury / Neal Skupski \| disputado \| \| \| |                         |                                |           |    |              |                         |
| 1 | Bandera de Serbia       | Miomir Kecmanović              | 77        | 78 |              |                         |
| 1 | Bandera del Reino Unido | Jack Draper                    | 62        | 66 |              |                         |
| 2 | Bandera de Serbia       | Novak Djokovic                 | 6         | 6  |              |                         |
| 2 | Bandera del Reino Unido | Cameron Norrie                 | 4         | 4  |              |                         |
| 3 | Bandera de Serbia       | Novak Djokovic / Dušan Lajović | No        |    |              |                         |
| 3 | Bandera del Reino Unido | Joe Salisbury / Neal Skupski   | disputado |    |              |                         |

#### Semifinales
| | Bandera de Finlandia | Finlandia                                 | 0         | 2 | Australia | Bandera de Australia |
| --- | -------------------- | ----------------------------------------- | --------- | - | --------- | -------------------- |
| Palacio de Deportes José María Martín Carpena, Málaga, España 24 de noviembre de 2023 16:00 (CET) |                      |                                           |           |   |           |                      |
| \| 1 \| \| Otto Virtanen \| 65 \| 2 \| \| \| 1 \| \| Alexei Popyrin \| 77 \| 6 \| \| \| 2 \| \| Emil Ruusuvuori \| 4 \| 3 \| \| \| 2 \| \| Álex de Miñaur \| 6 \| 6 \| \| \| 3 \| \| Harri Heliövaara / Patrik Niklas-Salminen \| No \| \| \| \| 3 \| \| Matthew Ebden / Max Purcell \| disputado \| \| \| |                      |                                           |           |   |           |                      |
| 1 | Bandera de Finlandia | Otto Virtanen                             | 65        | 2 |           |                      |
| 1 | Bandera de Australia | Alexei Popyrin                            | 77        | 6 |           |                      |
| 2 | Bandera de Finlandia | Emil Ruusuvuori                           | 4         | 3 |           |                      |
| 2 | Bandera de Australia | Álex de Miñaur                            | 6         | 6 |           |                      |
| 3 | Bandera de Finlandia | Harri Heliövaara / Patrik Niklas-Salminen | No        |   |           |                      |
| 3 | Bandera de Australia | Matthew Ebden / Max Purcell               | disputado |   |           |                      |

| | Bandera de Italia | Italia                             | 2  | 1 | Serbia | Bandera de Serbia |
| --- | ----------------- | ---------------------------------- | -- | - | ------ | ----------------- |
| Palacio de Deportes José María Martín Carpena, Málaga, España 25 de noviembre de 2023 12:00 (CET) |                   |                                    |    |   |        |                   |
| \| 1 \| \| Lorenzo Musetti \| 79 \| 2 \| 1 \| \| 1 \| \| Miomir Kecmanović \| 67 \| 6 \| 6 \| \| 2 \| \| Jannik Sinner \| 6 \| 2 \| 7 \| \| 2 \| \| Novak Djokovic \| 2 \| 6 \| 5 \| \| 3 \| \| Jannik Sinner / Lorenzo Sonego \| 6 \| 6 \| \| \| 3 \| \| Novak Djokovic / Miomir Kecmanović \| 3 \| 4 \| \| |                   |                                    |    |   |        |                   |
| 1 | Bandera de Italia | Lorenzo Musetti                    | 79 | 2 | 1      |                   |
| 1 | Bandera de Serbia | Miomir Kecmanović                  | 67 | 6 | 6      |                   |
| 2 | Bandera de Italia | Jannik Sinner                      | 6  | 2 | 7      |                   |
| 2 | Bandera de Serbia | Novak Djokovic                     | 2  | 6 | 5      |                   |
| 3 | Bandera de Italia | Jannik Sinner / Lorenzo Sonego     | 6  | 6 |        |                   |
| 3 | Bandera de Serbia | Novak Djokovic / Miomir Kecmanović | 3  | 4 |        |                   |

#### Final
| | Bandera de Australia | Australia                       | 0         | 2 | Italia | Bandera de Italia |
| --- | -------------------- | ------------------------------- | --------- | - | ------ | ----------------- |
| Palacio de Deportes José María Martín Carpena, Málaga, España 26 de noviembre de 2023 16:00 (CET) |                      |                                 |           |   |        |                   |
| \| 1 \| \| Alexei Popyrin \| 5 \| 6 \| 4 \| \| 1 \| \| Matteo Arnaldi \| 7 \| 2 \| 6 \| \| 2 \| \| Álex de Miñaur \| 3 \| 0 \| \| \| 2 \| \| Jannik Sinner \| 6 \| 6 \| \| \| 3 \| \| Matthew Ebden / Max Purcell \| No \| \| \| \| 3 \| \| Simone Bolelli / Lorenzo Sonego \| disputado \| \| \| |                      |                                 |           |   |        |                   |
| 1 | Bandera de Australia | Alexei Popyrin                  | 5         | 6 | 4      |                   |
| 1 | Bandera de Italia    | Matteo Arnaldi                  | 7         | 2 | 6      |                   |
| 2 | Bandera de Australia | Álex de Miñaur                  | 3         | 0 |        |                   |
| 2 | Bandera de Italia    | Jannik Sinner                   | 6         | 6 |        |                   |
| 3 | Bandera de Australia | Matthew Ebden / Max Purcell     | No        |   |        |                   |
| 3 | Bandera de Italia    | Simone Bolelli / Lorenzo Sonego | disputado |   |        |                   |

|                           |
|                           |
| Campeón Italia 2.º título |

## Fase clasificatoria
Fecha: 3 al 5 de febrero de 2023
Los equipos participantes de la fase clasificatoria para las Finales de la Copa Davis 2023 fueron los siguientes:
- 12 equipos participantes de las Finales de la edición anterior.
- 12 equipos ganadores del Grupo Mundial I de la edición anterior.

| Equipos participantes | Equipos participantes | Equipos participantes | Equipos participantes | Equipos participantes  | Equipos participantes |
| · Alemania            | · Argentina           | · Austria             | · Bélgica             | · Bosnia y Herzegovina | · Chile               |
| · Colombia            | · Corea del Sur       | · Croacia             | · Eslovaquia          | · Estados Unidos       | · Finlandia           |
| · Francia             | · Hungría             | · Kazajistán          | · Noruega             | · Países Bajos         | · Portugal            |
| · Reino Unido         | · República Checa     | · Serbia              | · Suecia              | · Suiza                | · Uzbekistán          |
| --------------------- | --------------------- | --------------------- | --------------------- | ---------------------- | --------------------- |

| | Bandera de Croacia | Croacia                         | 3         | 1   | Austria | Bandera de Austria |
| --- | ------------------ | ------------------------------- | --------- | --- | ------- | ------------------ |
| Sportska Dvorana Zamet, Rijeka, Croacia 4 y 5 de febrero de 2023 (Dura, bajo techo) |                    |                                 |           |     |         |                    |
| \| 1 \| \| Borna Ćorić \| 6 \| 7 \| \| \| 1 \| \| Dennis Novak \| 3 \| 5 \| \| \| 2 \| \| Borna Gojo \| 6 \| 77 \| \| \| 2 \| \| Dominic Thiem \| 3 \| 62 \| \| \| 3 \| \| Ivan Dodig / Nikola Mektić \| 3 \| 611 \| \| \| 3 \| \| Alexander Erler / Lucas Miedler \| 6 \| 713 \| \| \| 4 \| \| Borna Ćorić \| 77 \| 6 \| \| \| 4 \| \| Dominic Thiem \| 63 \| 2 \| \| \| 5 \| \| Borna Gojo \| No \| \| \| \| 5 \| \| Dennis Novak \| disputado \| \| \| |                    |                                 |           |     |         |                    |
| 1 | Bandera de Croacia | Borna Ćorić                     | 6         | 7   |         |                    |
| 1 | Bandera de Austria | Dennis Novak                    | 3         | 5   |         |                    |
| 2 | Bandera de Croacia | Borna Gojo                      | 6         | 77  |         |                    |
| 2 | Bandera de Austria | Dominic Thiem                   | 3         | 62  |         |                    |
| 3 | Bandera de Croacia | Ivan Dodig / Nikola Mektić      | 3         | 611 |         |                    |
| 3 | Bandera de Austria | Alexander Erler / Lucas Miedler | 6         | 713 |         |                    |
| 4 | Bandera de Croacia | Borna Ćorić                     | 77        | 6   |         |                    |
| 4 | Bandera de Austria | Dominic Thiem                   | 63        | 2   |         |                    |
| 5 | Bandera de Croacia | Borna Gojo                      | No        |     |         |                    |
| 5 | Bandera de Austria | Dennis Novak                    | disputado |     |         |                    |

| | Bandera de Hungría | Hungría                            | 2  | 3  | Francia | Bandera de Francia |
| --- | ------------------ | ---------------------------------- | -- | -- | ------- | ------------------ |
| Tatabánya Multifunctional Arena, Tatabánya, Hungría 3 y 4 de febrero de 2023 (Dura, bajo techo) |                    |                                    |    |    |         |                    |
| \| 1 \| \| Zsombor Piros \| 77 \| 6 \| \| \| 1 \| \| Benjamin Bonzi \| 64 \| 3 \| \| \| 2 \| \| Márton Fucsovics \| 3 \| 2 \| \| \| 2 \| \| Ugo Humbert \| 6 \| 6 \| \| \| 3 \| \| Fábián Marozsán / Máté Valkusz \| 6 \| 77 \| \| \| 3 \| \| Nicolas Mahut / Arthur Rinderknech \| 2 \| 64 \| \| \| 4 \| \| Márton Fucsovics \| 66 \| 2 \| \| \| 4 \| \| Adrian Mannarino \| 78 \| 6 \| \| \| 5 \| \| Fábián Marozsán \| 3 \| 3 \| \| \| 5 \| \| Ugo Humbert \| 6 \| 6 \| \| |                    |                                    |    |    |         |                    |
| 1 | Bandera de Hungría | Zsombor Piros                      | 77 | 6  |         |                    |
| 1 | Bandera de Francia | Benjamin Bonzi                     | 64 | 3  |         |                    |
| 2 | Bandera de Hungría | Márton Fucsovics                   | 3  | 2  |         |                    |
| 2 | Bandera de Francia | Ugo Humbert                        | 6  | 6  |         |                    |
| 3 | Bandera de Hungría | Fábián Marozsán / Máté Valkusz     | 6  | 77 |         |                    |
| 3 | Bandera de Francia | Nicolas Mahut / Arthur Rinderknech | 2  | 64 |         |                    |
| 4 | Bandera de Hungría | Márton Fucsovics                   | 66 | 2  |         |                    |
| 4 | Bandera de Francia | Adrian Mannarino                   | 78 | 6  |         |                    |
| 5 | Bandera de Hungría | Fábián Marozsán                    | 3  | 3  |         |                    |
| 5 | Bandera de Francia | Ugo Humbert                        | 6  | 6  |         |                    |

| | Bandera de Uzbekistán     | Uzbekistán                    | 0         | 4  | Estados Unidos | Bandera de Estados Unidos |
| --- | ------------------------- | ----------------------------- | --------- | -- | -------------- | ------------------------- |
| Olympic Tennis School, Taskent, Uzbekistán 4 y 5 de febrero de 2023 (Dura, bajo techo) |                           |                               |           |    |                |                           |
| \| 1 \| \| Sergey Fomin \| 4 \| 1 \| \| \| 1 \| \| Mackenzie McDonald \| 6 \| 6 \| \| \| 2 \| \| Khumoyun Sultanov \| 1 \| 66 \| \| \| 2 \| \| Tommy Paul \| 6 \| 78 \| \| \| 3 \| \| Sanjar Fayziev / Sergey Fomin \| 2 \| 4 \| \| \| 3 \| \| Austin Krajicek / Rajeev Ram \| 6 \| 6 \| \| \| 4 \| \| Amir Milushev \| 63 \| 4 \| \| \| 4 \| \| Denis Kudla \| 77 \| 6 \| \| \| 5 \| \| Khumoyun Sultanov \| No \| \| \| \| 5 \| \| Mackenzie McDonald \| disputado \| \| \| |                           |                               |           |    |                |                           |
| 1 | Bandera de Uzbekistán     | Sergey Fomin                  | 4         | 1  |                |                           |
| 1 | Bandera de Estados Unidos | Mackenzie McDonald            | 6         | 6  |                |                           |
| 2 | Bandera de Uzbekistán     | Khumoyun Sultanov             | 1         | 66 |                |                           |
| 2 | Bandera de Estados Unidos | Tommy Paul                    | 6         | 78 |                |                           |
| 3 | Bandera de Uzbekistán     | Sanjar Fayziev / Sergey Fomin | 2         | 4  |                |                           |
| 3 | Bandera de Estados Unidos | Austin Krajicek / Rajeev Ram  | 6         | 6  |                |                           |
| 4 | Bandera de Uzbekistán     | Amir Milushev                 | 63        | 4  |                |                           |
| 4 | Bandera de Estados Unidos | Denis Kudla                   | 77        | 6  |                |                           |
| 5 | Bandera de Uzbekistán     | Khumoyun Sultanov             | No        |    |                |                           |
| 5 | Bandera de Estados Unidos | Mackenzie McDonald            | disputado |    |                |                           |

| | Bandera de Alemania | Alemania                         | 2  | 3  | Suiza | Bandera de Suiza |
| --- | ------------------- | -------------------------------- | -- | -- | ----- | ---------------- |
| Arena Trier, Tréveris, Alemania 3 y 4 de febrero de 2023 (Dura, bajo techo) |                     |                                  |    |    |       |                  |
| \| 1 \| \| Oscar Otte \| 6 \| 2 \| 4 \| \| 1 \| \| Marc-Andrea Huesler \| 2 \| 6 \| 6 \| \| 2 \| \| Alexander Zverev \| 6 \| 6 \| \| \| 2 \| \| Stan Wawrinka \| 4 \| 1 \| \| \| 3 \| \| Andreas Mies / Tim Puetz \| 63 \| 6 \| 6 \| \| 3 \| \| Dominic Stricker / Stan Wawrinka \| 77 \| 3 \| 4 \| \| 4 \| \| Alexander Zverev \| 2 \| 64 \| \| \| 4 \| \| Marc-Andrea Huesler \| 6 \| 77 \| \| \| 5 \| \| Daniel Altmaier \| 3 \| 7 \| 4 \| \| 5 \| \| Stan Wawrinka \| 6 \| 5 \| 6 \| |                     |                                  |    |    |       |                  |
| 1 | Bandera de Alemania | Oscar Otte                       | 6  | 2  | 4     |                  |
| 1 | Bandera de Suiza    | Marc-Andrea Huesler              | 2  | 6  | 6     |                  |
| 2 | Bandera de Alemania | Alexander Zverev                 | 6  | 6  |       |                  |
| 2 | Bandera de Suiza    | Stan Wawrinka                    | 4  | 1  |       |                  |
| 3 | Bandera de Alemania | Andreas Mies / Tim Puetz         | 63 | 6  | 6     |                  |
| 3 | Bandera de Suiza    | Dominic Stricker / Stan Wawrinka | 77 | 3  | 4     |                  |
| 4 | Bandera de Alemania | Alexander Zverev                 | 2  | 64 |       |                  |
| 4 | Bandera de Suiza    | Marc-Andrea Huesler              | 6  | 77 |       |                  |
| 5 | Bandera de Alemania | Daniel Altmaier                  | 3  | 7  | 4     |                  |
| 5 | Bandera de Suiza    | Stan Wawrinka                    | 6  | 5  | 6     |                  |

| | Bandera de Colombia     | Colombia                            | 1         | 3 | Reino Unido | Bandera del Reino Unido |
| --- | ----------------------- | ----------------------------------- | --------- | - | ----------- | ----------------------- |
| Pueblo Viejo Country Club, Cota, Colombia 3 y 4 de febrero de 2023 (Tierra batida, bajo techo) |                         |                                     |           |   |             |                         |
| \| 1 \| \| Nicolás Mejía \| 6 \| 2 \| 6 \| \| 1 \| \| Daniel Evans \| 2 \| 6 \| 4 \| \| 2 \| \| Nicolás Barrientos \| 2 \| 5 \| \| \| 2 \| \| Cameron Norrie \| 6 \| 7 \| \| \| 3 \| \| Juan Sebastián Cabal / Robert Farah \| 4 \| 4 \| \| \| 3 \| \| Daniel Evans / Neal Skupski \| 6 \| 6 \| \| \| 4 \| \| Nicolás Mejía \| 4 \| 4 \| \| \| 4 \| \| Cameron Norrie \| 6 \| 6 \| \| \| 5 \| \| Nicolás Barrientos \| No \| \| \| \| 5 \| \| Daniel Evans \| disputado \| \| \| |                         |                                     |           |   |             |                         |
| 1 | Bandera de Colombia     | Nicolás Mejía                       | 6         | 2 | 6           |                         |
| 1 | Bandera del Reino Unido | Daniel Evans                        | 2         | 6 | 4           |                         |
| 2 | Bandera de Colombia     | Nicolás Barrientos                  | 2         | 5 |             |                         |
| 2 | Bandera del Reino Unido | Cameron Norrie                      | 6         | 7 |             |                         |
| 3 | Bandera de Colombia     | Juan Sebastián Cabal / Robert Farah | 4         | 4 |             |                         |
| 3 | Bandera del Reino Unido | Daniel Evans / Neal Skupski         | 6         | 6 |             |                         |
| 4 | Bandera de Colombia     | Nicolás Mejía                       | 4         | 4 |             |                         |
| 4 | Bandera del Reino Unido | Cameron Norrie                      | 6         | 6 |             |                         |
| 5 | Bandera de Colombia     | Nicolás Barrientos                  | No        |   |             |                         |
| 5 | Bandera del Reino Unido | Daniel Evans                        | disputado |   |             |                         |

| | Bandera de Noruega | Noruega                             | 0         | 4  | Serbia | Bandera de Serbia |
| --- | ------------------ | ----------------------------------- | --------- | -- | ------ | ----------------- |
| Oslo Tennisarena, Oslo, Noruega 3 y 4 de febrero de 2023 (Dura, bajo techo) |                    |                                     |           |    |        |                   |
| \| 1 \| \| Andreja Petrovic \| 1 \| 3 \| \| \| 1 \| \| Miomir Kecmanović \| 6 \| 6 \| \| \| 2 \| \| Viktor Durasovic \| 3 \| 6 \| 68 \| \| 2 \| \| Laslo Djere \| 6 \| 4 \| 710 \| \| 3 \| \| Viktor Durasovic / Herman Hoeyeraal \| 4 \| 6 \| 3 \| \| 3 \| \| Nikola Čačić / Filip Krajinović \| 6 \| 3 \| 6 \| \| 4 \| \| Viktor Durasovic \| 4 \| 77 \| [4] \| \| 4 \| \| Hamad Medjedovic \| 6 \| 64 \| [10] \| \| 5 \| \| Andreja Petrovic \| No \| \| \| \| 5 \| \| Laslo Djere \| disputado \| \| \| |                    |                                     |           |    |        |                   |
| 1 | Bandera de Noruega | Andreja Petrovic                    | 1         | 3  |        |                   |
| 1 | Bandera de Serbia  | Miomir Kecmanović                   | 6         | 6  |        |                   |
| 2 | Bandera de Noruega | Viktor Durasovic                    | 3         | 6  | 68     |                   |
| 2 | Bandera de Serbia  | Laslo Djere                         | 6         | 4  | 710    |                   |
| 3 | Bandera de Noruega | Viktor Durasovic / Herman Hoeyeraal | 4         | 6  | 3      |                   |
| 3 | Bandera de Serbia  | Nikola Čačić / Filip Krajinović     | 6         | 3  | 6      |                   |
| 4 | Bandera de Noruega | Viktor Durasovic                    | 4         | 77 | [4]    |                   |
| 4 | Bandera de Serbia  | Hamad Medjedovic                    | 6         | 64 | [10]   |                   |
| 5 | Bandera de Noruega | Andreja Petrovic                    | No        |    |        |                   |
| 5 | Bandera de Serbia  | Laslo Djere                         | disputado |    |        |                   |

| | Bandera de Chile      | Chile                                 | 3         | 1 | Kazajistán | Bandera de Kazajistán |
| --- | --------------------- | ------------------------------------- | --------- | - | ---------- | --------------------- |
| Campus Trentino, La Serena, Chile 4 y 5 de febrero de 2023 (Tierra batida) |                       |                                       |           |   |            |                       |
| \| 1 \| \| Christian Garín \| 1 \| 3 \| \| \| 1 \| \| Timofey Skatov \| 6 \| 6 \| \| \| 2 \| \| Nicolás Jarry \| 6 \| 6 \| \| \| 2 \| \| Aleksandr Búblik \| 2 \| 2 \| \| \| 3 \| \| Alejandro Tabilo / Tomás Barrios \| 6 \| 7 \| \| \| 3 \| \| Andrey Golubev / Aleksandr Nedovyesov \| 4 \| 5 \| \| \| 4 \| \| Christian Garín \| 6 \| 3 \| 6 \| \| 4 \| \| Aleksandr Búblik \| 4 \| 6 \| 3 \| \| 5 \| \| Nicolás Jarry \| No \| \| \| \| 5 \| \| Timofey Skatov \| disputado \| \| \| |                       |                                       |           |   |            |                       |
| 1 | Bandera de Chile      | Christian Garín                       | 1         | 3 |            |                       |
| 1 | Bandera de Kazajistán | Timofey Skatov                        | 6         | 6 |            |                       |
| 2 | Bandera de Chile      | Nicolás Jarry                         | 6         | 6 |            |                       |
| 2 | Bandera de Kazajistán | Aleksandr Búblik                      | 2         | 2 |            |                       |
| 3 | Bandera de Chile      | Alejandro Tabilo / Tomás Barrios      | 6         | 7 |            |                       |
| 3 | Bandera de Kazajistán | Andrey Golubev / Aleksandr Nedovyesov | 4         | 5 |            |                       |
| 4 | Bandera de Chile      | Christian Garín                       | 6         | 3 | 6          |                       |
| 4 | Bandera de Kazajistán | Aleksandr Búblik                      | 4         | 6 | 3          |                       |
| 5 | Bandera de Chile      | Nicolás Jarry                         | No        |   |            |                       |
| 5 | Bandera de Kazajistán | Timofey Skatov                        | disputado |   |            |                       |

| | Bandera de Corea del Sur | Corea del Sur                | 3  | 2  | Bélgica | Bandera de Bélgica |
| --- | ------------------------ | ---------------------------- | -- | -- | ------- | ------------------ |
| Olympic Tennis Court, Seúl, Corea del Sur 4 y 5 de febrero de 2023 (Dura, bajo techo) |                          |                              |    |    |         |                    |
| \| 1 \| \| Soon Woo Kwon \| 6 \| 4 \| 6 \| \| 1 \| \| Zizou Bergs \| 1 \| 6 \| 78 \| \| 2 \| \| Seong-chan Hong \| 4 \| 2 \| \| \| 2 \| \| David Goffin \| 6 \| 6 \| \| \| 3 \| \| Ji Sung Nam / Min-Kyu Song \| 77 \| 77 \| \| \| 3 \| \| Sander Gillé / Joran Vliegen \| 63 \| 65 \| \| \| 4 \| \| Soon Woo Kwon \| 3 \| 6 \| 6 \| \| 4 \| \| David Goffin \| 6 \| 1 \| 3 \| \| 5 \| \| Seong-chan Hong \| 6 \| 77 \| \| \| 5 \| \| Zizou Bergs \| 3 \| 64 \| \| |                          |                              |    |    |         |                    |
| 1 | Bandera de Corea del Sur | Soon Woo Kwon                | 6  | 4  | 6       |                    |
| 1 | Bandera de Bélgica       | Zizou Bergs                  | 1  | 6  | 78      |                    |
| 2 | Bandera de Corea del Sur | Seong-chan Hong              | 4  | 2  |         |                    |
| 2 | Bandera de Bélgica       | David Goffin                 | 6  | 6  |         |                    |
| 3 | Bandera de Corea del Sur | Ji Sung Nam / Min-Kyu Song   | 77 | 77 |         |                    |
| 3 | Bandera de Bélgica       | Sander Gillé / Joran Vliegen | 63 | 65 |         |                    |
| 4 | Bandera de Corea del Sur | Soon Woo Kwon                | 3  | 6  | 6       |                    |
| 4 | Bandera de Bélgica       | David Goffin                 | 6  | 1  | 3       |                    |
| 5 | Bandera de Corea del Sur | Seong-chan Hong              | 6  | 77 |         |                    |
| 5 | Bandera de Bélgica       | Zizou Bergs                  | 3  | 64 |         |                    |

| | Bandera de Suecia               | Suecia                       | 3         | 1 | Bosnia y Herzegovina | Bandera de Bosnia y Herzegovina |
| --- | ------------------------------- | ---------------------------- | --------- | - | -------------------- | ------------------------------- |
| The Royal Tennis Hall, Estocolmo, Suecia 3 y 4 de febrero de 2023 (Dura, bajo techo) |                                 |                              |           |   |                      |                                 |
| \| 1 \| \| Mikael Ymer \| 6 \| 7 \| \| \| 1 \| \| Mirza Bašić \| 4 \| 5 \| \| \| 2 \| \| Elias Ymer \| 6 \| 6 \| \| \| 2 \| \| Damir Džumhur \| 1 \| 4 \| \| \| 3 \| \| André Göransson / Elias Ymer \| 4 \| 2 \| \| \| 3 \| \| Mirza Bašić / Tomislav Brkić \| 6 \| 6 \| \| \| 4 \| \| Mikael Ymer \| 6 \| 1 \| 6 \| \| 4 \| \| Damir Džumhur \| 1 \| 6 \| 3 \| \| 5 \| \| Elias Ymer \| No \| \| \| \| 5 \| \| Mirza Bašić \| disputado \| \| \| |                                 |                              |           |   |                      |                                 |
| 1 | Bandera de Suecia               | Mikael Ymer                  | 6         | 7 |                      |                                 |
| 1 | Bandera de Bosnia y Herzegovina | Mirza Bašić                  | 4         | 5 |                      |                                 |
| 2 | Bandera de Suecia               | Elias Ymer                   | 6         | 6 |                      |                                 |
| 2 | Bandera de Bosnia y Herzegovina | Damir Džumhur                | 1         | 4 |                      |                                 |
| 3 | Bandera de Suecia               | André Göransson / Elias Ymer | 4         | 2 |                      |                                 |
| 3 | Bandera de Bosnia y Herzegovina | Mirza Bašić / Tomislav Brkić | 6         | 6 |                      |                                 |
| 4 | Bandera de Suecia               | Mikael Ymer                  | 6         | 1 | 6                    |                                 |
| 4 | Bandera de Bosnia y Herzegovina | Damir Džumhur                | 1         | 6 | 3                    |                                 |
| 5 | Bandera de Suecia               | Elias Ymer                   | No        |   |                      |                                 |
| 5 | Bandera de Bosnia y Herzegovina | Mirza Bašić                  | disputado |   |                      |                                 |

| | Bandera de los Países Bajos | Países Bajos                      | 4         | 0 | Eslovaquia | Bandera de Eslovaquia |
| --- | --------------------------- | --------------------------------- | --------- | - | ---------- | --------------------- |
| MartiniPlaza, Groninga, Países Bajos 4 y 5 de febrero de 2023 (Dura, bajo techo) |                             |                                   |           |   |            |                       |
| \| 1 \| \| Tallon Griekspoor \| 78 \| 2 \| 6 \| \| 1 \| \| Lukáš Klein \| 66 \| 6 \| 4 \| \| 2 \| \| Tim van Rijthoven \| 78 \| 5 \| 6 \| \| 2 \| \| Alex Molčan \| 66 \| 7 \| 3 \| \| 3 \| \| Wesley Koolhof / Matwé Middelkoop \| 6 \| 6 \| \| \| 3 \| \| Lukáš Klein / Alex Molčan \| 3 \| 3 \| \| \| 4 \| \| Matwé Middelkoop \| 6 \| 6 \| \| \| 4 \| \| Jozef Kovalík \| 4 \| 4 \| \| \| 5 \| \| Tim van Rijthoven \| No \| \| \| \| 5 \| \| Lukáš Klein \| disputado \| \| \| |                             |                                   |           |   |            |                       |
| 1 | Bandera de los Países Bajos | Tallon Griekspoor                 | 78        | 2 | 6          |                       |
| 1 | Bandera de Eslovaquia       | Lukáš Klein                       | 66        | 6 | 4          |                       |
| 2 | Bandera de los Países Bajos | Tim van Rijthoven                 | 78        | 5 | 6          |                       |
| 2 | Bandera de Eslovaquia       | Alex Molčan                       | 66        | 7 | 3          |                       |
| 3 | Bandera de los Países Bajos | Wesley Koolhof / Matwé Middelkoop | 6         | 6 |            |                       |
| 3 | Bandera de Eslovaquia       | Lukáš Klein / Alex Molčan         | 3         | 3 |            |                       |
| 4 | Bandera de los Países Bajos | Matwé Middelkoop                  | 6         | 6 |            |                       |
| 4 | Bandera de Eslovaquia       | Jozef Kovalík                     | 4         | 4 |            |                       |
| 5 | Bandera de los Países Bajos | Tim van Rijthoven                 | No        |   |            |                       |
| 5 | Bandera de Eslovaquia       | Lukáš Klein                       | disputado |   |            |                       |

| | Bandera de Finlandia | Finlandia                          | 3         | 1 | Argentina | Bandera de Argentina |
| --- | -------------------- | ---------------------------------- | --------- | - | --------- | -------------------- |
| Espoo Metro Areena, Espoo, Finlandia 4 y 5 de febrero de 2023 (Dura, bajo techo) |                      |                                    |           |   |           |                      |
| \| 1 \| \| Emil Ruusuvuori \| 7 \| 6 \| \| \| 1 \| \| Pedro Cachín \| 5 \| 3 \| \| \| 2 \| \| Otto Virtanen \| 3 \| 6 \| 63 \| \| 2 \| \| Francisco Cerúndolo \| 6 \| 3 \| 7 \| \| 3 \| \| Harri Heliövaara / Emil Ruusuvuori \| 77 \| 4 \| 6 \| \| 3 \| \| Máximo González / Andrés Molteni \| 65 \| 6 \| 4 \| \| 4 \| \| Emil Ruusuvuori \| 7 \| 6 \| \| \| 4 \| \| Facundo Bagnis \| 5 \| 1 \| \| \| 5 \| \| Otto Virtanen \| No \| \| \| \| 5 \| \| Pedro Cachín \| disputado \| \| \| |                      |                                    |           |   |           |                      |
| 1 | Bandera de Finlandia | Emil Ruusuvuori                    | 7         | 6 |           |                      |
| 1 | Bandera de Argentina | Pedro Cachín                       | 5         | 3 |           |                      |
| 2 | Bandera de Finlandia | Otto Virtanen                      | 3         | 6 | 63        |                      |
| 2 | Bandera de Argentina | Francisco Cerúndolo                | 6         | 3 | 7         |                      |
| 3 | Bandera de Finlandia | Harri Heliövaara / Emil Ruusuvuori | 77        | 4 | 6         |                      |
| 3 | Bandera de Argentina | Máximo González / Andrés Molteni   | 65        | 6 | 4         |                      |
| 4 | Bandera de Finlandia | Emil Ruusuvuori                    | 7         | 6 |           |                      |
| 4 | Bandera de Argentina | Facundo Bagnis                     | 5         | 1 |           |                      |
| 5 | Bandera de Finlandia | Otto Virtanen                      | No        |   |           |                      |
| 5 | Bandera de Argentina | Pedro Cachín                       | disputado |   |           |                      |

| | Bandera de Portugal        | Portugal                       | 1         | 3  | República Checa | Bandera de República Checa |
| --- | -------------------------- | ------------------------------ | --------- | -- | --------------- | -------------------------- |
| Complexo Municipal de Ténis da Maia, Maia, Portugal 4 y 5 de febrero de 2023 (Tierra batida, bajo techo) |                            |                                |           |    |                 |                            |
| \| 1 \| \| Nuno Borges \| 4 \| 4 \| \| \| 1 \| \| Jiří Lehečka \| 6 \| 6 \| \| \| 2 \| \| João Sousa \| 66 \| 6 \| 2 \| \| 2 \| \| Tomáš Macháč \| 78 \| 3 \| 6 \| \| 3 \| \| Nuno Borges / Francisco Cabral \| 7 \| 77 \| \| \| 3 \| \| Tomáš Macháč / Adam Pavlásek \| 5 \| 64 \| \| \| 4 \| \| João Sousa \| 4 \| 1 \| \| \| 4 \| \| Jiří Lehečka \| 6 \| 6 \| \| \| 5 \| \| Nuno Borges \| No \| \| \| \| 5 \| \| Tomáš Macháč \| disputado \| \| \| |                            |                                |           |    |                 |                            |
| 1 | Bandera de Portugal        | Nuno Borges                    | 4         | 4  |                 |                            |
| 1 | Bandera de República Checa | Jiří Lehečka                   | 6         | 6  |                 |                            |
| 2 | Bandera de Portugal        | João Sousa                     | 66        | 6  | 2               |                            |
| 2 | Bandera de República Checa | Tomáš Macháč                   | 78        | 3  | 6               |                            |
| 3 | Bandera de Portugal        | Nuno Borges / Francisco Cabral | 7         | 77 |                 |                            |
| 3 | Bandera de República Checa | Tomáš Macháč / Adam Pavlásek   | 5         | 64 |                 |                            |
| 4 | Bandera de Portugal        | João Sousa                     | 4         | 1  |                 |                            |
| 4 | Bandera de República Checa | Jiří Lehečka                   | 6         | 6  |                 |                            |
| 5 | Bandera de Portugal        | Nuno Borges                    | No        |    |                 |                            |
| 5 | Bandera de República Checa | Tomáš Macháč                   | disputado |    |                 |                            |

## Grupos mundiales

### Grupo Mundial I
Fecha: 14 al 17 de septiembre de 2023
Los equipos participantes en el Grupo Mundial I accedieron a esta fase según la siguiente clasificación:
- 12 equipos perdedores de la ronda de clasificación para las Finales jugada entre el 3 y 5 de febrero de 2023.
- 12 ganadores de los Play-offs del Grupo Mundial I jugados entre el 3 y 5 de febrero de 2023.

| Equipos participantes | Equipos participantes | Equipos participantes | Equipos participantes | Equipos participantes  | Equipos participantes |
| · Alemania            | · Argentina           | · Austria             | · Bélgica             | · Bosnia y Herzegovina | · Brasil              |
| · Bulgaria            | · China Taipéi        | · Colombia            | · Dinamarca           | · Grecia               | · Hungría             |
| · Israel              | · Japón               | · Kazajistán          | · Lituania            | · Noruega              | · Perú                |
| · Portugal            | · Rumania             | · Eslovaquia          | · Turquía             | · Ucrania              | · Uzbekistán          |
| --------------------- | --------------------- | --------------------- | --------------------- | ---------------------- | --------------------- |

| | Bandera de Bosnia y Herzegovina | Bosnia y Herzegovina        | 0         | 4  | Alemania | Bandera de Alemania |
| --- | ------------------------------- | --------------------------- | --------- | -- | -------- | ------------------- |
| Tennis Club Mostar, Mostar, Bosnia y Herzegovina 16 al 17 de septiembre de 2023 (Tierra batida) |                                 |                             |           |    |          |                     |
| \| 1 \| \| Nerman Fatic \| 65 \| 2 \| \| \| 1 \| \| Daniel Altmaier \| 77 \| 6 \| \| \| 2 \| \| Damir Džumhur \| 2 \| 1 \| \| \| 2 \| \| Yannick Hanfmann \| 6 \| 6 \| \| \| 3 \| \| Mirza Bašić / Damir Džumhur \| 4 \| 2 \| \| \| 3 \| \| Kevin Krawietz / Tim Puetz \| 6 \| 6 \| \| \| 4 \| \| Andrej Nedić \| 1 \| 64 \| \| \| 4 \| \| Maximilian Marterer \| 6 \| 77 \| \| \| 5 \| \| Nerman Fatic \| No \| \| \| \| 5 \| \| Yannick Hanfmann \| disputado \| \| \| |                                 |                             |           |    |          |                     |
| 1 | Bandera de Bosnia y Herzegovina | Nerman Fatic                | 65        | 2  |          |                     |
| 1 | Bandera de Alemania             | Daniel Altmaier             | 77        | 6  |          |                     |
| 2 | Bandera de Bosnia y Herzegovina | Damir Džumhur               | 2         | 1  |          |                     |
| 2 | Bandera de Alemania             | Yannick Hanfmann            | 6         | 6  |          |                     |
| 3 | Bandera de Bosnia y Herzegovina | Mirza Bašić / Damir Džumhur | 4         | 2  |          |                     |
| 3 | Bandera de Alemania             | Kevin Krawietz / Tim Puetz  | 6         | 6  |          |                     |
| 4 | Bandera de Bosnia y Herzegovina | Andrej Nedić                | 1         | 64 |          |                     |
| 4 | Bandera de Alemania             | Maximilian Marterer         | 6         | 77 |          |                     |
| 5 | Bandera de Bosnia y Herzegovina | Nerman Fatic                | No        |    |          |                     |
| 5 | Bandera de Alemania             | Yannick Hanfmann            | disputado |    |          |                     |

| | Bandera de Bulgaria   | Bulgaria                                | 1         | 3  | Kazajistán | Bandera de Kazajistán |
| --- | --------------------- | --------------------------------------- | --------- | -- | ---------- | --------------------- |
| Bulgarian National Tennis Centre, Sofía, Bulgaria 16 al 17 de septiembre de 2023 (Tierra batida) |                       |                                         |           |    |            |                       |
| \| 1 \| \| Dimitar Kuzmanov \| 6 \| 4 \| 3 \| \| 1 \| \| Timofey Skatov \| 3 \| 6 \| 6 \| \| 2 \| \| Yanaki Milev \| 4 \| 1 \| \| \| 2 \| \| Aleksandr Búblik \| 6 \| 6 \| \| \| 3 \| \| Alexander Donski / Alexandar Lazarov \| 6 \| 6 \| \| \| 3 \| \| Aleksandr Búblik / Aleksandr Nedovyesov \| 3 \| 3 \| \| \| 4 \| \| Dimitar Kuzmanov \| 4 \| 64 \| \| \| 4 \| \| Aleksandr Búblik \| 6 \| 77 \| \| \| 5 \| \| Yanaki Milev \| No \| \| \| \| 5 \| \| Timofey Skatov \| disputado \| \| \| |                       |                                         |           |    |            |                       |
| 1 | Bandera de Bulgaria   | Dimitar Kuzmanov                        | 6         | 4  | 3          |                       |
| 1 | Bandera de Kazajistán | Timofey Skatov                          | 3         | 6  | 6          |                       |
| 2 | Bandera de Bulgaria   | Yanaki Milev                            | 4         | 1  |            |                       |
| 2 | Bandera de Kazajistán | Aleksandr Búblik                        | 6         | 6  |            |                       |
| 3 | Bandera de Bulgaria   | Alexander Donski / Alexandar Lazarov    | 6         | 6  |            |                       |
| 3 | Bandera de Kazajistán | Aleksandr Búblik / Aleksandr Nedovyesov | 3         | 3  |            |                       |
| 4 | Bandera de Bulgaria   | Dimitar Kuzmanov                        | 4         | 64 |            |                       |
| 4 | Bandera de Kazajistán | Aleksandr Búblik                        | 6         | 77 |            |                       |
| 5 | Bandera de Bulgaria   | Yanaki Milev                            | No        |    |            |                       |
| 5 | Bandera de Kazajistán | Timofey Skatov                          | disputado |    |            |                       |

| | Bandera de Bélgica    | Bélgica                      | 3         | 1  | Uzbekistán | Bandera de Uzbekistán |
| --- | --------------------- | ---------------------------- | --------- | -- | ---------- | --------------------- |
| Sporthal Alverberg, Hasselt, Bélgica 16 al 17 de septiembre de 2023 (Dura, bajo techo) |                       |                              |           |    |            |                       |
| \| 1 \| \| Kimmer Coppejans \| 68 \| 6 \| 6 \| \| 1 \| \| Khumoyun Sultanov \| 710 \| 3 \| 78 \| \| 2 \| \| Joris De Loore \| 7 \| 77 \| \| \| 2 \| \| Sergey Fomin \| 5 \| 62 \| \| \| 3 \| \| Sander Gillé / Joran Vliegen \| 6 \| 3 \| 6 \| \| 3 \| \| Sergey Fomin / Maxim Shin \| 1 \| 6 \| 2 \| \| 4 \| \| Joris De Loore \| 6 \| 6 \| \| \| 4 \| \| Khumoyun Sultanov \| 3 \| 4 \| \| \| 5 \| \| Kimmer Coppejans \| No \| \| \| \| 5 \| \| Sergey Fomin \| disputado \| \| \| |                       |                              |           |    |            |                       |
| 1 | Bandera de Bélgica    | Kimmer Coppejans             | 68        | 6  | 6          |                       |
| 1 | Bandera de Uzbekistán | Khumoyun Sultanov            | 710       | 3  | 78         |                       |
| 2 | Bandera de Bélgica    | Joris De Loore               | 7         | 77 |            |                       |
| 2 | Bandera de Uzbekistán | Sergey Fomin                 | 5         | 62 |            |                       |
| 3 | Bandera de Bélgica    | Sander Gillé / Joran Vliegen | 6         | 3  | 6          |                       |
| 3 | Bandera de Uzbekistán | Sergey Fomin / Maxim Shin    | 1         | 6  | 2          |                       |
| 4 | Bandera de Bélgica    | Joris De Loore               | 6         | 6  |            |                       |
| 4 | Bandera de Uzbekistán | Khumoyun Sultanov            | 3         | 4  |            |                       |
| 5 | Bandera de Bélgica    | Kimmer Coppejans             | No        |    |            |                       |
| 5 | Bandera de Uzbekistán | Sergey Fomin                 | disputado |    |            |                       |

| | Bandera de Argentina | Argentina                        | 4         | 0  | Lituania | Bandera de Lituania |
| --- | -------------------- | -------------------------------- | --------- | -- | -------- | ------------------- |
| Buenos Aires Lawn Tennis Club, Buenos Aires, Argentina 16 al 17 de septiembre de 2023 (Tierra batida) |                      |                                  |           |    |          |                     |
| \| 1 \| \| Francisco Cerúndolo \| 6 \| 66 \| 6 \| \| 1 \| \| Vilius Gaubas \| 1 \| 78 \| 2 \| \| 2 \| \| Sebastián Báez \| 78 \| 5 \| 6 \| \| 2 \| \| Ričardas Berankis \| 66 \| 7 \| 3 \| \| 3 \| \| Máximo González / Andrés Molteni \| 6 \| 6 \| \| \| 3 \| \| Tadas Babelis / Edas Butvilas \| 4 \| 3 \| \| \| 4 \| \| Tomás Martín Etcheverry \| 6 \| 6 \| \| \| 4 \| \| Edas Butvilas \| 2 \| 4 \| \| \| 5 \| \| Sebastián Báez \| No \| \| \| \| 5 \| \| Vilius Gaubas \| disputado \| \| \| |                      |                                  |           |    |          |                     |
| 1 | Bandera de Argentina | Francisco Cerúndolo              | 6         | 66 | 6        |                     |
| 1 | Bandera de Lituania  | Vilius Gaubas                    | 1         | 78 | 2        |                     |
| 2 | Bandera de Argentina | Sebastián Báez                   | 78        | 5  | 6        |                     |
| 2 | Bandera de Lituania  | Ričardas Berankis                | 66        | 7  | 3        |                     |
| 3 | Bandera de Argentina | Máximo González / Andrés Molteni | 6         | 6  |          |                     |
| 3 | Bandera de Lituania  | Tadas Babelis / Edas Butvilas    | 4         | 3  |          |                     |
| 4 | Bandera de Argentina | Tomás Martín Etcheverry          | 6         | 6  |          |                     |
| 4 | Bandera de Lituania  | Edas Butvilas                    | 2         | 4  |          |                     |
| 5 | Bandera de Argentina | Sebastián Báez                   | No        |    |          |                     |
| 5 | Bandera de Lituania  | Vilius Gaubas                    | disputado |    |          |                     |

| | Bandera de Ucrania  | Ucrania                                   | 3 | 2 | Colombia | Bandera de Colombia |
| --- | ------------------- | ----------------------------------------- | - | - | -------- | ------------------- |
| Garikula Tennis Club, Kaspi, Georgia 14 al 15 de septiembre de 2023 (Dura) |                     |                                           |   |   |          |                     |
| \| 1 \| \| Oleksii Krutykh \| 6 \| 6 \| \| \| 1 \| \| Nicolás Mejía \| 4 \| 3 \| \| \| 2 \| \| Vladyslav Orlov \| 7 \| 3 \| 0 \| \| 2 \| \| Daniel Elahi Galán \| 5 \| 6 \| 6 \| \| 3 \| \| Illya Beloborodko / Viacheslav Bielinskyi \| 2 \| 4 \| \| \| 3 \| \| Juan Sebastián Cabal / Robert Farah \| 6 \| 6 \| \| \| 4 \| \| Oleksii Krutykh \| 3 \| 6 \| 6 \| \| 4 \| \| Daniel Elahi Galán \| 6 \| 0 \| 3 \| \| 5 \| \| Vladyslav Orlov \| 5 \| 6 \| 7 \| \| 5 \| \| Nicolás Mejía \| 7 \| 4 \| 64 \| |                     |                                           |   |   |          |                     |
| 1 | Bandera de Ucrania  | Oleksii Krutykh                           | 6 | 6 |          |                     |
| 1 | Bandera de Colombia | Nicolás Mejía                             | 4 | 3 |          |                     |
| 2 | Bandera de Ucrania  | Vladyslav Orlov                           | 7 | 3 | 0        |                     |
| 2 | Bandera de Colombia | Daniel Elahi Galán                        | 5 | 6 | 6        |                     |
| 3 | Bandera de Ucrania  | Illya Beloborodko / Viacheslav Bielinskyi | 2 | 4 |          |                     |
| 3 | Bandera de Colombia | Juan Sebastián Cabal / Robert Farah       | 6 | 6 |          |                     |
| 4 | Bandera de Ucrania  | Oleksii Krutykh                           | 3 | 6 | 6        |                     |
| 4 | Bandera de Colombia | Daniel Elahi Galán                        | 6 | 0 | 3        |                     |
| 5 | Bandera de Ucrania  | Vladyslav Orlov                           | 5 | 6 | 7        |                     |
| 5 | Bandera de Colombia | Nicolás Mejía                             | 7 | 4 | 64       |                     |

| | Bandera de Hungría | Hungría                        | 4         | 0 | Turquía | Bandera de Turquía |
| --- | ------------------ | ------------------------------ | --------- | - | ------- | ------------------ |
| Helikon Teniszcentrum, Keszthely, Hungría 15 al 16 de septiembre de 2023 (Tierra batida) |                    |                                |           |   |         |                    |
| \| 1 \| \| Fábián Marozsán \| 7 \| 6 \| \| \| 1 \| \| Altuğ Çelikbilek \| 5 \| 2 \| \| \| 2 \| \| Zsombor Piros \| 6 \| 6 \| \| \| 2 \| \| Cem Ilkel \| 2 \| 3 \| \| \| 3 \| \| Fábián Marozsán / Máté Valkusz \| 6 \| 6 \| \| \| 3 \| \| Altuğ Çelikbilek / Cem Ilkel \| 3 \| 3 \| \| \| 4 \| \| Matyas Fuele \| 77 \| 6 \| \| \| 4 \| \| Ergi Kırkın \| 63 \| 2 \| \| \| 5 \| \| Zsombor Piros \| No \| \| \| \| 5 \| \| Altuğ Çelikbilek \| disputado \| \| \| |                    |                                |           |   |         |                    |
| 1 | Bandera de Hungría | Fábián Marozsán                | 7         | 6 |         |                    |
| 1 | Bandera de Turquía | Altuğ Çelikbilek               | 5         | 2 |         |                    |
| 2 | Bandera de Hungría | Zsombor Piros                  | 6         | 6 |         |                    |
| 2 | Bandera de Turquía | Cem Ilkel                      | 2         | 3 |         |                    |
| 3 | Bandera de Hungría | Fábián Marozsán / Máté Valkusz | 6         | 6 |         |                    |
| 3 | Bandera de Turquía | Altuğ Çelikbilek / Cem Ilkel   | 3         | 3 |         |                    |
| 4 | Bandera de Hungría | Matyas Fuele                   | 77        | 6 |         |                    |
| 4 | Bandera de Turquía | Ergi Kırkın                    | 63        | 2 |         |                    |
| 5 | Bandera de Hungría | Zsombor Piros                  | No        |   |         |                    |
| 5 | Bandera de Turquía | Altuğ Çelikbilek               | disputado |   |         |                    |

| | Bandera de Israel | Israel                         | 3 | 2  | Japón | Bandera de Japón |
| --- | ----------------- | ------------------------------ | - | -- | ----- | ---------------- |
| Shlomo Group Arena, Tel Aviv, Israel 16 y 17 de septiembre de 2023 (Dura, bajo techo) |                   |                                |   |    |       |                  |
| \| 1 \| \| Yishai Oliel \| 4 \| 65 \| \| \| 1 \| \| Sho Shimabukuro \| 6 \| 77 \| \| \| 2 \| \| Daniel Cukierman \| 1 \| 77 \| 6 \| \| 2 \| \| Shintaro Mochizuki \| 6 \| 65 \| 2 \| \| 3 \| \| Daniel Cukierman / Edan Leshem \| 2 \| 62 \| \| \| 3 \| \| Ben McLachlan / Kaito Uesugi \| 6 \| 77 \| \| \| 4 \| \| Daniel Cukierman \| 2 \| 6 \| 7 \| \| 4 \| \| Sho Shimabukuro \| 6 \| 1 \| 64 \| \| 5 \| \| Yishai Oliel \| 2 \| 7 \| 6 \| \| 5 \| \| Shintaro Mochizuki \| 6 \| 5 \| 0 \| |                   |                                |   |    |       |                  |
| 1 | Bandera de Israel | Yishai Oliel                   | 4 | 65 |       |                  |
| 1 | Bandera de Japón  | Sho Shimabukuro                | 6 | 77 |       |                  |
| 2 | Bandera de Israel | Daniel Cukierman               | 1 | 77 | 6     |                  |
| 2 | Bandera de Japón  | Shintaro Mochizuki             | 6 | 65 | 2     |                  |
| 3 | Bandera de Israel | Daniel Cukierman / Edan Leshem | 2 | 62 |       |                  |
| 3 | Bandera de Japón  | Ben McLachlan / Kaito Uesugi   | 6 | 77 |       |                  |
| 4 | Bandera de Israel | Daniel Cukierman               | 2 | 6  | 7     |                  |
| 4 | Bandera de Japón  | Sho Shimabukuro                | 6 | 1  | 64    |                  |
| 5 | Bandera de Israel | Yishai Oliel                   | 2 | 7  | 6     |                  |
| 5 | Bandera de Japón  | Shintaro Mochizuki             | 6 | 5  | 0     |                  |

| | Bandera de Austria  | Austria                         | 1         | 3  | Portugal | Bandera de Portugal |
| --- | ------------------- | ------------------------------- | --------- | -- | -------- | ------------------- |
| Multiversum Schwechat, Schwechat, Austria 15 al 16 de septiembre de 2023 (Dura, bajo techo) |                     |                                 |           |    |          |                     |
| \| 1 \| \| Jurij Rodionov \| 64 \| 6 \| 3 \| \| 1 \| \| Nuno Borges \| 77 \| 3 \| 6 \| \| 2 \| \| Sebastian Ofner \| 7 \| 3 \| 61 \| \| 2 \| \| João Sousa \| 5 \| 6 \| 7 \| \| 3 \| \| Alexander Erler / Lucas Miedler \| 77 \| 77 \| \| \| 3 \| \| Francisco Cabral / João Sousa \| 60 \| 65 \| \| \| 4 \| \| Dennis Novak \| 3 \| 2 \| \| \| 4 \| \| Nuno Borges \| 6 \| 6 \| \| \| 5 \| \| Jurij Rodionov \| No \| \| \| \| 5 \| \| João Sousa \| disputado \| \| \| |                     |                                 |           |    |          |                     |
| 1 | Bandera de Austria  | Jurij Rodionov                  | 64        | 6  | 3        |                     |
| 1 | Bandera de Portugal | Nuno Borges                     | 77        | 3  | 6        |                     |
| 2 | Bandera de Austria  | Sebastian Ofner                 | 7         | 3  | 61       |                     |
| 2 | Bandera de Portugal | João Sousa                      | 5         | 6  | 7        |                     |
| 3 | Bandera de Austria  | Alexander Erler / Lucas Miedler | 77        | 77 |          |                     |
| 3 | Bandera de Portugal | Francisco Cabral / João Sousa   | 60        | 65 |          |                     |
| 4 | Bandera de Austria  | Dennis Novak                    | 3         | 2  |          |                     |
| 4 | Bandera de Portugal | Nuno Borges                     | 6         | 6  |          |                     |
| 5 | Bandera de Austria  | Jurij Rodionov                  | No        |    |          |                     |
| 5 | Bandera de Portugal | João Sousa                      | disputado |    |          |                     |

| | Bandera de Grecia     | Grecia                                | 1         | 3  | Eslovaquia | Bandera de Eslovaquia |
| --- | --------------------- | ------------------------------------- | --------- | -- | ---------- | --------------------- |
| Panathenaic Stadium, Atenas, Grecia 16 al 17 de septiembre de 2023 (Dura) |                       |                                       |           |    |            |                       |
| \| 1 \| \| Alexandros Skorilas \| 1 \| 1 \| \| \| 1 \| \| Alex Molčan \| 6 \| 6 \| \| \| 2 \| \| Stefanos Tsitsipas \| 63 \| 77 \| 4 \| \| 2 \| \| Lukáš Klein \| 77 \| 65 \| 0r \| \| 3 \| \| Petros Tsitsipas / Stefanos Tsitsipas \| 3 \| 77 \| 3 \| \| 3 \| \| Lukáš Klein / Igor Zelenay \| 6 \| 65 \| 6 \| \| 4 \| \| Stefanos Tsitsipas \| 66 \| 6 \| 3 \| \| 4 \| \| Alex Molčan \| 78 \| 4 \| 6 \| \| 5 \| \| Alexandros Skorilas \| No \| \| \| \| 5 \| \| Lukáš Klein \| disputado \| \| \| |                       |                                       |           |    |            |                       |
| 1 | Bandera de Grecia     | Alexandros Skorilas                   | 1         | 1  |            |                       |
| 1 | Bandera de Eslovaquia | Alex Molčan                           | 6         | 6  |            |                       |
| 2 | Bandera de Grecia     | Stefanos Tsitsipas                    | 63        | 77 | 4          |                       |
| 2 | Bandera de Eslovaquia | Lukáš Klein                           | 77        | 65 | 0r         |                       |
| 3 | Bandera de Grecia     | Petros Tsitsipas / Stefanos Tsitsipas | 3         | 77 | 3          |                       |
| 3 | Bandera de Eslovaquia | Lukáš Klein / Igor Zelenay            | 6         | 65 | 6          |                       |
| 4 | Bandera de Grecia     | Stefanos Tsitsipas                    | 66        | 6  | 3          |                       |
| 4 | Bandera de Eslovaquia | Alex Molčan                           | 78        | 4  | 6          |                       |
| 5 | Bandera de Grecia     | Alexandros Skorilas                   | No        |    |            |                       |
| 5 | Bandera de Eslovaquia | Lukáš Klein                           | disputado |    |            |                       |

| | Bandera de Perú    | Perú                                          | 4 | 1 | Noruega | Bandera de Noruega |
| --- | ------------------ | --------------------------------------------- | - | - | ------- | ------------------ |
| Club Lawn Tennis de La Exposición, Lima, Perú 16 al 17 de septiembre de 2023 (Tierra batida) |                    |                                               |   |   |         |                    |
| \| 1 \| \| Gonzalo Bueno \| 3 \| 4 \| \| \| 1 \| \| Viktor Durasovic \| 6 \| 6 \| \| \| 2 \| \| Juan Pablo Varillas \| 7 \| 6 \| \| \| 2 \| \| Nicolai Budkov Kjaer \| 5 \| 4 \| \| \| 3 \| \| Arklon Huertas Del Pino / Juan Pablo Varillas \| 6 \| 6 \| \| \| 3 \| \| Viktor Durasovic / Herman Hoeyeraal \| 4 \| 2 \| \| \| 4 \| \| Juan Pablo Varillas \| 6 \| 6 \| \| \| 4 \| \| Viktor Durasovic \| 1 \| 1 \| \| \| 5 \| \| Ignacio Buse \| 6 \| 4 \| [11] \| \| 5 \| \| Nicolai Budkov Kjaer \| 2 \| 6 \| [9] \| |                    |                                               |   |   |         |                    |
| 1 | Bandera de Perú    | Gonzalo Bueno                                 | 3 | 4 |         |                    |
| 1 | Bandera de Noruega | Viktor Durasovic                              | 6 | 6 |         |                    |
| 2 | Bandera de Perú    | Juan Pablo Varillas                           | 7 | 6 |         |                    |
| 2 | Bandera de Noruega | Nicolai Budkov Kjaer                          | 5 | 4 |         |                    |
| 3 | Bandera de Perú    | Arklon Huertas Del Pino / Juan Pablo Varillas | 6 | 6 |         |                    |
| 3 | Bandera de Noruega | Viktor Durasovic / Herman Hoeyeraal           | 4 | 2 |         |                    |
| 4 | Bandera de Perú    | Juan Pablo Varillas                           | 6 | 6 |         |                    |
| 4 | Bandera de Noruega | Viktor Durasovic                              | 1 | 1 |         |                    |
| 5 | Bandera de Perú    | Ignacio Buse                                  | 6 | 4 | [11]    |                    |
| 5 | Bandera de Noruega | Nicolai Budkov Kjaer                          | 2 | 6 | [9]     |                    |

| | Bandera de Rumania      | Rumania                          | 1         | 3 | China Taipéi | Bandera de China Taipéi |
| --- | ----------------------- | -------------------------------- | --------- | - | ------------ | ----------------------- |
| Tennis Club IDU, Constanza, Rumania 15 al 16 de septiembre de 2023 (Tierra batida) |                         |                                  |           |   |              |                         |
| \| 1 \| \| Nicholas David Ionel \| 3 \| 0 \| \| \| 1 \| \| Chun-hsin Tseng \| 6 \| 6 \| \| \| 2 \| \| Marius Copil \| 65 \| 5 \| \| \| 2 \| \| Yu Hsiou Hsu \| 77 \| 7 \| \| \| 3 \| \| Victor Vlad Cornea / Cezar Cretu \| 1 \| 4 \| \| \| 3 \| \| Yu Hsiou Hsu / Tsung-Hao Huang \| 6 \| 6 \| \| \| 4 \| \| Cezar Cretu \| 6 \| 6 \| \| \| 4 \| \| Tung-Lin Wu \| 4 \| 4 \| \| \| 5 \| \| Marius Copil \| No \| \| \| \| 5 \| \| Chun-hsin Tseng \| disputado \| \| \| |                         |                                  |           |   |              |                         |
| 1 | Bandera de Rumania      | Nicholas David Ionel             | 3         | 0 |              |                         |
| 1 | Bandera de China Taipéi | Chun-hsin Tseng                  | 6         | 6 |              |                         |
| 2 | Bandera de Rumania      | Marius Copil                     | 65        | 5 |              |                         |
| 2 | Bandera de China Taipéi | Yu Hsiou Hsu                     | 77        | 7 |              |                         |
| 3 | Bandera de Rumania      | Victor Vlad Cornea / Cezar Cretu | 1         | 4 |              |                         |
| 3 | Bandera de China Taipéi | Yu Hsiou Hsu / Tsung-Hao Huang   | 6         | 6 |              |                         |
| 4 | Bandera de Rumania      | Cezar Cretu                      | 6         | 6 |              |                         |
| 4 | Bandera de China Taipéi | Tung-Lin Wu                      | 4         | 4 |              |                         |
| 5 | Bandera de Rumania      | Marius Copil                     | No        |   |              |                         |
| 5 | Bandera de China Taipéi | Chun-hsin Tseng                  | disputado |   |              |                         |

| | Bandera de Dinamarca | Dinamarca                                | 1         | 3  | Brasil | Bandera de Brasil |
| --- | -------------------- | ---------------------------------------- | --------- | -- | ------ | ----------------- |
| Royal Stage, Hillerød, Dinamarca 15 y 16 de septiembre de 2023 (Dura, bajo techo) |                      |                                          |           |    |        |                   |
| \| 1 \| \| Holger Rune \| 77 \| 65 \| 2 \| \| 1 \| \| Thiago Monteiro \| 64 \| 77 \| 6 \| \| 2 \| \| August Holmgren \| 4 \| 2 \| \| \| 2 \| \| Thiago Seyboth Wild \| 6 \| 6 \| \| \| 3 \| \| Johannes Ingildsen / Christian Sigsgaard \| 77 \| 5 \| 65 \| \| 3 \| \| Rafael Matos / Felipe Meligeni Alves \| 65 \| 7 \| 7 \| \| 4 \| \| Elmer Moeller \| 6 \| 66 \| [10] \| \| 4 \| \| Marcelo Demoliner \| 3 \| 78 \| [4] \| \| 5 \| \| August Holmgren \| No \| \| \| \| 5 \| \| Thiago Monteiro \| disputado \| \| \| |                      |                                          |           |    |        |                   |
| 1 | Bandera de Dinamarca | Holger Rune                              | 77        | 65 | 2      |                   |
| 1 | Bandera de Brasil    | Thiago Monteiro                          | 64        | 77 | 6      |                   |
| 2 | Bandera de Dinamarca | August Holmgren                          | 4         | 2  |        |                   |
| 2 | Bandera de Brasil    | Thiago Seyboth Wild                      | 6         | 6  |        |                   |
| 3 | Bandera de Dinamarca | Johannes Ingildsen / Christian Sigsgaard | 77        | 5  | 65     |                   |
| 3 | Bandera de Brasil    | Rafael Matos / Felipe Meligeni Alves     | 65        | 7  | 7      |                   |
| 4 | Bandera de Dinamarca | Elmer Moeller                            | 6         | 66 | [10]   |                   |
| 4 | Bandera de Brasil    | Marcelo Demoliner                        | 3         | 78 | [4]    |                   |
| 5 | Bandera de Dinamarca | August Holmgren                          | No        |    |        |                   |
| 5 | Bandera de Brasil    | Thiago Monteiro                          | disputado |    |        |                   |

### Play-offs Grupo Mundial I
Fecha: 3 al 5 de febrero de 2023
Los equipos participantes en los Play-offs del Grupo Mundial I accedieron a esta fase según la siguiente clasificación:
- 12 equipos perdedores del Grupo Mundial I de la edición anterior.
- 12 equipos ganadores del Grupo Mundial II de la edición anterior.

| Zona Americana         | Zona Americana         | Zona Americana         | Zona Americana         | Zona Americana         |
| · Brasil               | · Ecuador              | · México               | · Perú                 | -                      |
| Zona Asiática/Oceánica | Zona Asiática/Oceánica | Zona Asiática/Oceánica | Zona Asiática/Oceánica | Zona Asiática/Oceánica |
| · China                | · China Taipéi         | · India                | · Israel               | · Japón                |
| · Líbano               | · Nueva Zelanda        | · Pakistán             | · Tailandia            | · Turquía              |
| Zona Europea/Africana  | Zona Europea/Africana  | Zona Europea/Africana  | Zona Europea/Africana  | Zona Europea/Africana  |
| · Bulgaria             | · Dinamarca            | · Eslovenia            | · Grecia               | · Irlanda              |
| · Letonia              | · Lituania             | · Polonia              | · Rumania              | · Ucrania              |
| ---------------------- | ---------------------- | ---------------------- | ---------------------- | ---------------------- |

| | Bandera de Japón   | Japón                           | 4         | 0 | Polonia | Bandera de Polonia |
| --- | ------------------ | ------------------------------- | --------- | - | ------- | ------------------ |
| Bourbon Beans Dome, Miki, Japón 4 y 5 de febrero de 2023 (Dura, bajo techo) |                    |                                 |           |   |         |                    |
| \| 1 \| \| Yoshihito Nishioka \| 6 \| 6 \| \| \| 1 \| \| Daniel Michalski \| 3 \| 2 \| \| \| 2 \| \| Taro Daniel \| 6 \| 6 \| \| \| 2 \| \| Kacper Żuk \| 3 \| 4 \| \| \| 3 \| \| Ben McLachlan / Yosuke Watanuki \| 4 \| 7 \| 7 \| \| 3 \| \| Łukasz Kubot / Jan Zieliński \| 6 \| 5 \| 62 \| \| 4 \| \| Kaichi Uchida \| 6 \| 7 \| \| \| 4 \| \| Maks Kasnikowski \| 2 \| 5 \| \| \| 5 \| \| Taro Daniel \| No \| \| \| \| 5 \| \| Daniel Michalski \| disputado \| \| \| |                    |                                 |           |   |         |                    |
| 1 | Bandera de Japón   | Yoshihito Nishioka              | 6         | 6 |         |                    |
| 1 | Bandera de Polonia | Daniel Michalski                | 3         | 2 |         |                    |
| 2 | Bandera de Japón   | Taro Daniel                     | 6         | 6 |         |                    |
| 2 | Bandera de Polonia | Kacper Żuk                      | 3         | 4 |         |                    |
| 3 | Bandera de Japón   | Ben McLachlan / Yosuke Watanuki | 4         | 7 | 7       |                    |
| 3 | Bandera de Polonia | Łukasz Kubot / Jan Zieliński    | 6         | 5 | 62      |                    |
| 4 | Bandera de Japón   | Kaichi Uchida                   | 6         | 7 |         |                    |
| 4 | Bandera de Polonia | Maks Kasnikowski                | 2         | 5 |         |                    |
| 5 | Bandera de Japón   | Taro Daniel                     | No        |   |         |                    |
| 5 | Bandera de Polonia | Daniel Michalski                | disputado |   |         |                    |

| | Bandera de Grecia  | Grecia                                 | 3         | 1 | Ecuador | Bandera de Ecuador |
| --- | ------------------ | -------------------------------------- | --------- | - | ------- | ------------------ |
| Complejo Olímpico de Deportes de Atenas, Atenas, Grecia 4 y 5 de febrero de 2023 (Dura, bajo techo) |                    |                                        |           |   |         |                    |
| \| 1 \| \| Stefanos Tsitsipas \| 7 \| 6 \| \| \| 1 \| \| Álvaro Guillén Meza \| 5 \| 2 \| \| \| 2 \| \| Aristotelis Thanos \| 77 \| 6 \| \| \| 2 \| \| Andres Andrade \| 64 \| 4 \| \| \| 3 \| \| Alexandros Skorilas / Petros Tsitsipas \| 64 \| 4 \| \| \| 3 \| \| Gonzalo Escobar / Diego Hidalgo \| 77 \| 6 \| \| \| 4 \| \| Stefanos Tsitsipas \| 77 \| 6 \| \| \| 4 \| \| Andres Andrade \| 61 \| 1 \| \| \| 5 \| \| Aristotelis Thanos \| No \| \| \| \| 5 \| \| Álvaro Guillén Meza \| disputado \| \| \| |                    |                                        |           |   |         |                    |
| 1 | Bandera de Grecia  | Stefanos Tsitsipas                     | 7         | 6 |         |                    |
| 1 | Bandera de Ecuador | Álvaro Guillén Meza                    | 5         | 2 |         |                    |
| 2 | Bandera de Grecia  | Aristotelis Thanos                     | 77        | 6 |         |                    |
| 2 | Bandera de Ecuador | Andres Andrade                         | 64        | 4 |         |                    |
| 3 | Bandera de Grecia  | Alexandros Skorilas / Petros Tsitsipas | 64        | 4 |         |                    |
| 3 | Bandera de Ecuador | Gonzalo Escobar / Diego Hidalgo        | 77        | 6 |         |                    |
| 4 | Bandera de Grecia  | Stefanos Tsitsipas                     | 77        | 6 |         |                    |
| 4 | Bandera de Ecuador | Andres Andrade                         | 61        | 1 |         |                    |
| 5 | Bandera de Grecia  | Aristotelis Thanos                     | No        |   |         |                    |
| 5 | Bandera de Ecuador | Álvaro Guillén Meza                    | disputado |   |         |                    |

| | Bandera de Brasil                     | Brasil                               | 4         | 0    | China | Bandera de la República Popular China |
| --- | ------------------------------------- | ------------------------------------ | --------- | ---- | ----- | ------------------------------------- |
| Estadio Guga Kuerten, Florianópolis, Brasil 3 y 4 de febrero de 2023 (Tierra batida) |                                       |                                      |           |      |       |                                       |
| \| 1 \| \| Matheus Pucinelli \| 6 \| 6 \| \| \| 1 \| \| Rigele Te \| 1 \| 2 \| \| \| 2 \| \| Thiago Monteiro \| 6 \| 6 \| \| \| 2 \| \| Jie Cui \| 3 \| 4 \| \| \| 3 \| \| Rafael Matos / Felipe Meligeni Alves \| 6 \| 6 \| \| \| 3 \| \| Jie Cui / Ze Zhang \| 2 \| 3 \| \| \| 4 \| \| Gustavo Heide \| 3 \| \| \| \| 4 \| \| Rigele Te \| 0 \| ret. \| \| \| 5 \| \| Matheus Pucinelli \| No \| \| \| \| 5 \| \| Jie Cui \| disputado \| \| \| |                                       |                                      |           |      |       |                                       |
| 1 | Bandera de Brasil                     | Matheus Pucinelli                    | 6         | 6    |       |                                       |
| 1 | Bandera de la República Popular China | Rigele Te                            | 1         | 2    |       |                                       |
| 2 | Bandera de Brasil                     | Thiago Monteiro                      | 6         | 6    |       |                                       |
| 2 | Bandera de la República Popular China | Jie Cui                              | 3         | 4    |       |                                       |
| 3 | Bandera de Brasil                     | Rafael Matos / Felipe Meligeni Alves | 6         | 6    |       |                                       |
| 3 | Bandera de la República Popular China | Jie Cui / Ze Zhang                   | 2         | 3    |       |                                       |
| 4 | Bandera de Brasil                     | Gustavo Heide                        | 3         |      |       |                                       |
| 4 | Bandera de la República Popular China | Rigele Te                            | 0         | ret. |       |                                       |
| 5 | Bandera de Brasil                     | Matheus Pucinelli                    | No        |      |       |                                       |
| 5 | Bandera de la República Popular China | Jie Cui                              | disputado |      |       |                                       |

| | Bandera de Dinamarca | Dinamarca                        | 3         | 1 | India | Bandera de la India |
| --- | -------------------- | -------------------------------- | --------- | - | ----- | ------------------- |
| Royal Stage, Hillerød, Dinamarca 3 y 4 de febrero de 2023 (Dura, bajo techo) |                      |                                  |           |   |       |                     |
| \| 1 \| \| Holger Rune \| 6 \| 6 \| \| \| 1 \| \| Yuki Bhambri \| 2 \| 2 \| \| \| 2 \| \| August Holmgren \| 6 \| 3 \| 4 \| \| 2 \| \| Sumit Nagal \| 4 \| 6 \| 6 \| \| 3 \| \| Johannes Ingildsen / Holger Rune \| 6 \| 6 \| \| \| 3 \| \| Yuki Bhambri / Rohan Bopanna \| 2 \| 4 \| \| \| 4 \| \| Holger Rune \| 7 \| 6 \| \| \| 4 \| \| Sumit Nagal \| 5 \| 3 \| \| \| 5 \| \| August Holmgren \| No \| \| \| \| 5 \| \| Yuki Bhambri \| disputado \| \| \| |                      |                                  |           |   |       |                     |
| 1 | Bandera de Dinamarca | Holger Rune                      | 6         | 6 |       |                     |
| 1 | Bandera de la India  | Yuki Bhambri                     | 2         | 2 |       |                     |
| 2 | Bandera de Dinamarca | August Holmgren                  | 6         | 3 | 4     |                     |
| 2 | Bandera de la India  | Sumit Nagal                      | 4         | 6 | 6     |                     |
| 3 | Bandera de Dinamarca | Johannes Ingildsen / Holger Rune | 6         | 6 |       |                     |
| 3 | Bandera de la India  | Yuki Bhambri / Rohan Bopanna     | 2         | 4 |       |                     |
| 4 | Bandera de Dinamarca | Holger Rune                      | 7         | 6 |       |                     |
| 4 | Bandera de la India  | Sumit Nagal                      | 5         | 3 |       |                     |
| 5 | Bandera de Dinamarca | August Holmgren                  | No        |   |       |                     |
| 5 | Bandera de la India  | Yuki Bhambri                     | disputado |   |       |                     |

| | Bandera de Tailandia | Tailandia                          | 2 | 3  | Rumania | Bandera de Rumania |
| --- | -------------------- | ---------------------------------- | - | -- | ------- | ------------------ |
| The Lawn Tennis Association of Thailand, Nonthaburi, Tailandia 3 y 4 de febrero de 2023 (Dura) |                      |                                    |   |    |         |                    |
| \| 1 \| \| Yuttana Charoenphon \| 7 \| 3 \| 6 \| \| 1 \| \| Nicholas David Ionel \| 5 \| 6 \| 1 \| \| 2 \| \| Kasidit Samrej \| 4 \| 77 \| 2 \| \| 2 \| \| Filip Cristian Jianu \| 6 \| 65 \| 6 \| \| 3 \| \| Pruchya Isaro / Thantub Suksumrarn \| 4 \| 6 \| 6 \| \| 3 \| \| Marius Copil / Victor Vlad Cornea \| 6 \| 2 \| 4 \| \| 4 \| \| Kasidit Samrej \| 4 \| 1 \| \| \| 4 \| \| Nicholas David Ionel \| 6 \| 6 \| \| \| 5 \| \| Yuttana Charoenphon \| 0 \| 2 \| \| \| 5 \| \| Filip Cristian Jianu \| 6 \| 6 \| \| |                      |                                    |   |    |         |                    |
| 1 | Bandera de Tailandia | Yuttana Charoenphon                | 7 | 3  | 6       |                    |
| 1 | Bandera de Rumania   | Nicholas David Ionel               | 5 | 6  | 1       |                    |
| 2 | Bandera de Tailandia | Kasidit Samrej                     | 4 | 77 | 2       |                    |
| 2 | Bandera de Rumania   | Filip Cristian Jianu               | 6 | 65 | 6       |                    |
| 3 | Bandera de Tailandia | Pruchya Isaro / Thantub Suksumrarn | 4 | 6  | 6       |                    |
| 3 | Bandera de Rumania   | Marius Copil / Victor Vlad Cornea  | 6 | 2  | 4       |                    |
| 4 | Bandera de Tailandia | Kasidit Samrej                     | 4 | 1  |         |                    |
| 4 | Bandera de Rumania   | Nicholas David Ionel               | 6 | 6  |         |                    |
| 5 | Bandera de Tailandia | Yuttana Charoenphon                | 0 | 2  |         |                    |
| 5 | Bandera de Rumania   | Filip Cristian Jianu               | 6 | 6  |         |                    |

| | Bandera de Letonia | Letonia                         | 2  | 3 | Israel | Bandera de Israel |
| --- | ------------------ | ------------------------------- | -- | - | ------ | ----------------- |
| Arena Riga, Riga, Letonia 4 y 5 de febrero de 2023 (Dura, bajo techo) |                    |                                 |    |   |        |                   |
| \| 1 \| \| Karlis Ozolins \| 6 \| 6 \| \| \| 1 \| \| Edan Leshem \| 0 \| 3 \| \| \| 2 \| \| Ernests Gulbis \| 6 \| 2 \| 7 \| \| 2 \| \| Daniel Cukierman \| 1 \| 6 \| 62 \| \| 3 \| \| Ernests Gulbis / Karlis Ozolins \| 3 \| 3 \| \| \| 3 \| \| Daniel Cukierman / Edan Leshem \| 6 \| 6 \| \| \| 4 \| \| Robert Strombachs \| 1 \| 4 \| \| \| 4 \| \| Yishai Oliel \| 6 \| 6 \| \| \| 5 \| \| Karlis Ozolins \| 77 \| 2 \| 4 \| \| 5 \| \| Daniel Cukierman \| 65 \| 6 \| 6 \| |                    |                                 |    |   |        |                   |
| 1 | Bandera de Letonia | Karlis Ozolins                  | 6  | 6 |        |                   |
| 1 | Bandera de Israel  | Edan Leshem                     | 0  | 3 |        |                   |
| 2 | Bandera de Letonia | Ernests Gulbis                  | 6  | 2 | 7      |                   |
| 2 | Bandera de Israel  | Daniel Cukierman                | 1  | 6 | 62     |                   |
| 3 | Bandera de Letonia | Ernests Gulbis / Karlis Ozolins | 3  | 3 |        |                   |
| 3 | Bandera de Israel  | Daniel Cukierman / Edan Leshem  | 6  | 6 |        |                   |
| 4 | Bandera de Letonia | Robert Strombachs               | 1  | 4 |        |                   |
| 4 | Bandera de Israel  | Yishai Oliel                    | 6  | 6 |        |                   |
| 5 | Bandera de Letonia | Karlis Ozolins                  | 77 | 2 | 4      |                   |
| 5 | Bandera de Israel  | Daniel Cukierman                | 65 | 6 | 6      |                   |

| | Bandera de Perú    | Perú                       | 4         | 0  | Irlanda | Bandera de Irlanda |
| --- | ------------------ | -------------------------- | --------- | -- | ------- | ------------------ |
| Estadio Asia, Lima, Perú 3 y 4 de febrero de 2023 (Tierra batida) |                    |                            |           |    |         |                    |
| \| 1 \| \| Gonzalo Bueno \| 6 \| 6 \| \| \| 1 \| \| Simon Carr \| 1 \| 1 \| \| \| 2 \| \| Arklon Huertas del Pino \| 6 \| 6 \| \| \| 2 \| \| Osgar O'Hoisin \| 2 \| 3 \| \| \| 3 \| \| Ignacio Buse / Jorge Panta \| 6 \| 77 \| \| \| 3 \| \| Simon Carr / Jack Molloy \| 2 \| 64 \| \| \| 4 \| \| Conner Huertas del Pino \| 6 \| 6 \| \| \| 4 \| \| Michael Agwi \| 3 \| 4 \| \| \| 5 \| \| Gonzalo Bueno \| No \| \| \| \| 5 \| \| Osgar O'Hoisin \| disputado \| \| \| |                    |                            |           |    |         |                    |
| 1 | Bandera de Perú    | Gonzalo Bueno              | 6         | 6  |         |                    |
| 1 | Bandera de Irlanda | Simon Carr                 | 1         | 1  |         |                    |
| 2 | Bandera de Perú    | Arklon Huertas del Pino    | 6         | 6  |         |                    |
| 2 | Bandera de Irlanda | Osgar O'Hoisin             | 2         | 3  |         |                    |
| 3 | Bandera de Perú    | Ignacio Buse / Jorge Panta | 6         | 77 |         |                    |
| 3 | Bandera de Irlanda | Simon Carr / Jack Molloy   | 2         | 64 |         |                    |
| 4 | Bandera de Perú    | Conner Huertas del Pino    | 6         | 6  |         |                    |
| 4 | Bandera de Irlanda | Michael Agwi               | 3         | 4  |         |                    |
| 5 | Bandera de Perú    | Gonzalo Bueno              | No        |    |         |                    |
| 5 | Bandera de Irlanda | Osgar O'Hoisin             | disputado |    |         |                    |

| | Bandera de México       | México                               | 1         | 3 | China Taipéi | Bandera de China Taipéi |
| --- | ----------------------- | ------------------------------------ | --------- | - | ------------ | ----------------------- |
| Club Deportivo La Asunción, Metepec, México 4 y 5 de febrero de 2023 (Dura) |                         |                                      |           |   |              |                         |
| \| 1 \| \| César Ramírez \| 4 \| 3 \| \| \| 1 \| \| Chun-hsin Tseng \| 6 \| 6 \| \| \| 2 \| \| Alan Fernando Rubio Fierros \| 5 \| 3 \| \| \| 2 \| \| Yu Hsiou Hsu \| 7 \| 6 \| \| \| 3 \| \| Isaac Arturo Arevalo / César Ramírez \| 64 \| 4 \| \| \| 3 \| \| Yu Hsiou Hsu / Chun-hsin Tseng \| 77 \| 6 \| \| \| 4 \| \| Luciano Alcocer \| 6 \| 6 \| \| \| 4 \| \| Tsung-Hao Huang \| 3 \| 3 \| \| \| 5 \| \| César Ramírez \| No \| \| \| \| 5 \| \| Yu Hsiou Hsu \| disputado \| \| \| |                         |                                      |           |   |              |                         |
| 1 | Bandera de México       | César Ramírez                        | 4         | 3 |              |                         |
| 1 | Bandera de China Taipéi | Chun-hsin Tseng                      | 6         | 6 |              |                         |
| 2 | Bandera de México       | Alan Fernando Rubio Fierros          | 5         | 3 |              |                         |
| 2 | Bandera de China Taipéi | Yu Hsiou Hsu                         | 7         | 6 |              |                         |
| 3 | Bandera de México       | Isaac Arturo Arevalo / César Ramírez | 64        | 4 |              |                         |
| 3 | Bandera de China Taipéi | Yu Hsiou Hsu / Chun-hsin Tseng       | 77        | 6 |              |                         |
| 4 | Bandera de México       | Luciano Alcocer                      | 6         | 6 |              |                         |
| 4 | Bandera de China Taipéi | Tsung-Hao Huang                      | 3         | 3 |              |                         |
| 5 | Bandera de México       | César Ramírez                        | No        |   |              |                         |
| 5 | Bandera de China Taipéi | Yu Hsiou Hsu                         | disputado |   |              |                         |

| | Bandera de Ucrania | Ucrania                               | 3         | 1  | Líbano | Bandera de Líbano |
| --- | ------------------ | ------------------------------------- | --------- | -- | ------ | ----------------- |
| Leszno Tennis Club, Leszno, Polonia 3 y 4 de febrero de 2023 (Dura, bajo techo) |                    |                                       |           |    |        |                   |
| \| 1 \| \| Vladyslav Orlov \| 6 \| 6 \| \| \| 1 \| \| Hady Habib \| 4 \| 2 \| \| \| 2 \| \| Viacheslav Bielinskyi \| 6 \| 2 \| 6 \| \| 2 \| \| Benjamin Hassan \| 4 \| 6 \| 4 \| \| 3 \| \| Illya Beloborodko / Vladyslav Manafov \| 6 \| 6 \| \| \| 3 \| \| Benjamin Hassan / Hasan Ibrahim \| 4 \| 3 \| \| \| 4 \| \| Oleksandr Ovcharenko \| 5 \| 61 \| \| \| 4 \| \| Benjamin Hassan \| 7 \| 77 \| \| \| 5 \| \| Viacheslav Bielinskyi \| No \| \| \| \| 5 \| \| Hady Habib \| disputado \| \| \| |                    |                                       |           |    |        |                   |
| 1 | Bandera de Ucrania | Vladyslav Orlov                       | 6         | 6  |        |                   |
| 1 | Bandera de Líbano  | Hady Habib                            | 4         | 2  |        |                   |
| 2 | Bandera de Ucrania | Viacheslav Bielinskyi                 | 6         | 2  | 6      |                   |
| 2 | Bandera de Líbano  | Benjamin Hassan                       | 4         | 6  | 4      |                   |
| 3 | Bandera de Ucrania | Illya Beloborodko / Vladyslav Manafov | 6         | 6  |        |                   |
| 3 | Bandera de Líbano  | Benjamin Hassan / Hasan Ibrahim       | 4         | 3  |        |                   |
| 4 | Bandera de Ucrania | Oleksandr Ovcharenko                  | 5         | 61 |        |                   |
| 4 | Bandera de Líbano  | Benjamin Hassan                       | 7         | 77 |        |                   |
| 5 | Bandera de Ucrania | Viacheslav Bielinskyi                 | No        |    |        |                   |
| 5 | Bandera de Líbano  | Hady Habib                            | disputado |    |        |                   |

| | Bandera de Turquía   | Turquía                       | 4         | 0  | Eslovenia | Bandera de Eslovenia |
| --- | -------------------- | ----------------------------- | --------- | -- | --------- | -------------------- |
| ENKA Spor Kulübü, Estambul, Turquía 3 y 4 de febrero de 2023 (Dura, bajo techo) |                      |                               |           |    |           |                      |
| \| 1 \| \| Altuğ Çelikbilek \| 6 \| 6 \| \| \| 1 \| \| Sebastian Dominko \| 2 \| 3 \| \| \| 2 \| \| Cem Ilkel \| 6 \| 77 \| \| \| 2 \| \| Bor Artnak \| 2 \| 65 \| \| \| 3 \| \| Altuğ Çelikbilek / Cem Ilkel \| 7 \| 4 \| 6 \| \| 3 \| \| Sebastian Dominko / Blaž Rola \| 5 \| 6 \| 4 \| \| 4 \| \| Ergi Kırkın \| 6 \| 6 \| \| \| 4 \| \| Matic Kriznik \| 2 \| 2 \| \| \| 5 \| \| Cem Ilkel \| No \| \| \| \| 5 \| \| Sebastian Dominko \| disputado \| \| \| |                      |                               |           |    |           |                      |
| 1 | Bandera de Turquía   | Altuğ Çelikbilek              | 6         | 6  |           |                      |
| 1 | Bandera de Eslovenia | Sebastian Dominko             | 2         | 3  |           |                      |
| 2 | Bandera de Turquía   | Cem Ilkel                     | 6         | 77 |           |                      |
| 2 | Bandera de Eslovenia | Bor Artnak                    | 2         | 65 |           |                      |
| 3 | Bandera de Turquía   | Altuğ Çelikbilek / Cem Ilkel  | 7         | 4  | 6         |                      |
| 3 | Bandera de Eslovenia | Sebastian Dominko / Blaž Rola | 5         | 6  | 4         |                      |
| 4 | Bandera de Turquía   | Ergi Kırkın                   | 6         | 6  |           |                      |
| 4 | Bandera de Eslovenia | Matic Kriznik                 | 2         | 2  |           |                      |
| 5 | Bandera de Turquía   | Cem Ilkel                     | No        |    |           |                      |
| 5 | Bandera de Eslovenia | Sebastian Dominko             | disputado |    |           |                      |

| | Bandera de Lituania | Lituania                          | 4         | 0 | Pakistán | Bandera de Pakistán |
| --- | ------------------- | --------------------------------- | --------- | - | -------- | ------------------- |
| SEB Arena, Vilna, Lituania 3 y 4 de febrero de 2023 (Dura, bajo techo) |                     |                                   |           |   |          |                     |
| \| 1 \| \| Ričardas Berankis \| 6 \| 6 \| \| \| 1 \| \| Muhammad Shoaib \| 0 \| 2 \| \| \| 2 \| \| Edas Butvilas \| 6 \| 6 \| \| \| 2 \| \| Aqeel Khan \| 1 \| 0 \| \| \| 3 \| \| Tadas Babelis / Vilius Gaubas \| 1 \| 6 \| 6 \| \| 3 \| \| Aqeel Khan / Aisam-ul-Haq Qureshi \| 6 \| 2 \| 2 \| \| 4 \| \| Vilius Gaubas \| 6 \| 6 \| \| \| 4 \| \| Muhammad Abid \| 2 \| 2 \| \| \| 5 \| \| Edas Butvilas \| No \| \| \| \| 5 \| \| Muhammad Shoaib \| disputado \| \| \| |                     |                                   |           |   |          |                     |
| 1 | Bandera de Lituania | Ričardas Berankis                 | 6         | 6 |          |                     |
| 1 | Bandera de Pakistán | Muhammad Shoaib                   | 0         | 2 |          |                     |
| 2 | Bandera de Lituania | Edas Butvilas                     | 6         | 6 |          |                     |
| 2 | Bandera de Pakistán | Aqeel Khan                        | 1         | 0 |          |                     |
| 3 | Bandera de Lituania | Tadas Babelis / Vilius Gaubas     | 1         | 6 | 6        |                     |
| 3 | Bandera de Pakistán | Aqeel Khan / Aisam-ul-Haq Qureshi | 6         | 2 | 2        |                     |
| 4 | Bandera de Lituania | Vilius Gaubas                     | 6         | 6 |          |                     |
| 4 | Bandera de Pakistán | Muhammad Abid                     | 2         | 2 |          |                     |
| 5 | Bandera de Lituania | Edas Butvilas                     | No        |   |          |                     |
| 5 | Bandera de Pakistán | Muhammad Shoaib                   | disputado |   |          |                     |

| | Bandera de Nueva Zelanda | Nueva Zelanda                    | 1         | 3 | Bulgaria | Bandera de Bulgaria |
| --- | ------------------------ | -------------------------------- | --------- | - | -------- | ------------------- |
| Wilding Park, Christchurch, Nueva Zelanda 4 y 5 de febrero de 2023 (Dura) |                          |                                  |           |   |          |                     |
| \| 1 \| \| Ajeet Rai \| 61 \| 2 \| \| \| 1 \| \| Alexandar Lazarov \| 77 \| 6 \| \| \| 2 \| \| Kiranpal Pannu \| 7 \| 3 \| 2 \| \| 2 \| \| Dimitar Kuzmanov \| 5 \| 6 \| 6 \| \| 3 \| \| Artem Sitak / Michael Venus \| 6 \| 3 \| 6 \| \| 3 \| \| Alexander Donski / Petr Nesterov \| 4 \| 6 \| 3 \| \| 4 \| \| Ajeet Rai \| 3 \| 7 \| 4 \| \| 4 \| \| Dimitar Kuzmanov \| 6 \| 5 \| 6 \| \| 5 \| \| Jose Rubin Statham \| No \| \| \| \| 5 \| \| Alexandar Lazarov \| disputado \| \| \| |                          |                                  |           |   |          |                     |
| 1 | Bandera de Nueva Zelanda | Ajeet Rai                        | 61        | 2 |          |                     |
| 1 | Bandera de Bulgaria      | Alexandar Lazarov                | 77        | 6 |          |                     |
| 2 | Bandera de Nueva Zelanda | Kiranpal Pannu                   | 7         | 3 | 2        |                     |
| 2 | Bandera de Bulgaria      | Dimitar Kuzmanov                 | 5         | 6 | 6        |                     |
| 3 | Bandera de Nueva Zelanda | Artem Sitak / Michael Venus      | 6         | 3 | 6        |                     |
| 3 | Bandera de Bulgaria      | Alexander Donski / Petr Nesterov | 4         | 6 | 3        |                     |
| 4 | Bandera de Nueva Zelanda | Ajeet Rai                        | 3         | 7 | 4        |                     |
| 4 | Bandera de Bulgaria      | Dimitar Kuzmanov                 | 6         | 5 | 6        |                     |
| 5 | Bandera de Nueva Zelanda | Jose Rubin Statham               | No        |   |          |                     |
| 5 | Bandera de Bulgaria      | Alexandar Lazarov                | disputado |   |          |                     |

### Grupo Mundial II
Fecha: 14 al 17 de septiembre de 2023
La clasificación para el nuevo Grupo Mundial II, fue la siguiente:
- 12 equipos ganadores del Play-offs Grupo Mundial II.
- 12 equipos perdedores del Play-offs Grupo Mundial I.

| Equipos participantes | Equipos participantes | Equipos participantes | Equipos participantes | Equipos participantes | Equipos participantes |
| · Barbados            | · China               | · Ecuador             | · Egipto              | · El Salvador         | · Eslovenia           |
| · Georgia             | · Hong Kong           | · India               | · Indonesia           | · Irlanda             | · Jamaica             |
| · Letonia             | · Líbano              | · Luxemburgo          | · México              | · Mónaco              | · Marruecos           |
| · Nueva Zelanda       | · Pakistán            | · Polonia             | · Tailandia           | · Túnez               | · Uruguay             |
| --------------------- | --------------------- | --------------------- | --------------------- | --------------------- | --------------------- |

| | Bandera de Mónaco  | Mónaco                          | 1         | 3  | Ecuador | Bandera de Ecuador |
| --- | ------------------ | ------------------------------- | --------- | -- | ------- | ------------------ |
| Monte Carlo Country Club, Roquebrune-Cap-Martin, Francia 15 al 16 de septiembre de 2023 (Tierra batida) |                    |                                 |           |    |         |                    |
| \| 1 \| \| Valentin Vacherot \| 6 \| 64 \| 64 \| \| 1 \| \| Álvaro Guillén Meza \| 3 \| 77 \| 7 \| \| 2 \| \| Lucas Catarina \| 6 \| 3 \| 7 \| \| 2 \| \| Emilio Gómez \| 3 \| 6 \| 5 \| \| 3 \| \| Romain Arneodo / Hugo Nys \| 4 \| 2 \| \| \| 3 \| \| Gonzalo Escobar / Diego Hidalgo \| 6 \| 6 \| \| \| 4 \| \| Valentin Vacherot \| 1 \| 6 \| 1 \| \| 4 \| \| Emilio Gómez \| 6 \| 1 \| 6 \| \| 5 \| \| Lucas Catarina \| No \| \| \| \| 5 \| \| Álvaro Guillén Meza \| disputado \| \| \| |                    |                                 |           |    |         |                    |
| 1 | Bandera de Mónaco  | Valentin Vacherot               | 6         | 64 | 64      |                    |
| 1 | Bandera de Ecuador | Álvaro Guillén Meza             | 3         | 77 | 7       |                    |
| 2 | Bandera de Mónaco  | Lucas Catarina                  | 6         | 3  | 7       |                    |
| 2 | Bandera de Ecuador | Emilio Gómez                    | 3         | 6  | 5       |                    |
| 3 | Bandera de Mónaco  | Romain Arneodo / Hugo Nys       | 4         | 2  |         |                    |
| 3 | Bandera de Ecuador | Gonzalo Escobar / Diego Hidalgo | 6         | 6  |         |                    |
| 4 | Bandera de Mónaco  | Valentin Vacherot               | 1         | 6  | 1       |                    |
| 4 | Bandera de Ecuador | Emilio Gómez                    | 6         | 1  | 6       |                    |
| 5 | Bandera de Mónaco  | Lucas Catarina                  | No        |    |         |                    |
| 5 | Bandera de Ecuador | Álvaro Guillén Meza             | disputado |    |         |                    |

| | Bandera de la India  | India                                       | 4  | 1 | Marruecos | Bandera de Marruecos |
| --- | -------------------- | ------------------------------------------- | -- | - | --------- | -------------------- |
| Mini Stadium, Lucknow, India 16 al 17 de septiembre de 2023 (Dura) |                      |                                             |    |   |           |                      |
| \| 1 \| \| Sasikumar Mukund \| 77 \| 5 \| 1r \| \| 1 \| \| Yassine Dlimi \| 64 \| 7 \| 4 \| \| 2 \| \| Sumit Nagal \| 6 \| 6 \| \| \| 2 \| \| Adam Moundir \| 3 \| 3 \| \| \| 3 \| \| Yuki Bhambri / Rohan Bopanna \| 6 \| 6 \| \| \| 3 \| \| Elliot Benchetrit / Younes Lalami Laaroussi \| 2 \| 1 \| \| \| 4 \| \| Sumit Nagal \| 6 \| 6 \| \| \| 4 \| \| Yassine Dlimi \| 3 \| 3 \| \| \| 5 \| \| Digvijaypratap Singh \| 6 \| 5 \| [10] \| \| 5 \| \| Walid Ahouda \| 1 \| 7 \| [6] \| |                      |                                             |    |   |           |                      |
| 1 | Bandera de la India  | Sasikumar Mukund                            | 77 | 5 | 1r        |                      |
| 1 | Bandera de Marruecos | Yassine Dlimi                               | 64 | 7 | 4         |                      |
| 2 | Bandera de la India  | Sumit Nagal                                 | 6  | 6 |           |                      |
| 2 | Bandera de Marruecos | Adam Moundir                                | 3  | 3 |           |                      |
| 3 | Bandera de la India  | Yuki Bhambri / Rohan Bopanna                | 6  | 6 |           |                      |
| 3 | Bandera de Marruecos | Elliot Benchetrit / Younes Lalami Laaroussi | 2  | 1 |           |                      |
| 4 | Bandera de la India  | Sumit Nagal                                 | 6  | 6 |           |                      |
| 4 | Bandera de Marruecos | Yassine Dlimi                               | 3  | 3 |           |                      |
| 5 | Bandera de la India  | Digvijaypratap Singh                        | 6  | 5 | [10]      |                      |
| 5 | Bandera de Marruecos | Walid Ahouda                                | 1  | 7 | [6]       |                      |

| | Bandera de Nueva Zelanda | Nueva Zelanda                               | 3         | 1   | Tailandia | Bandera de Tailandia |
| --- | ------------------------ | ------------------------------------------- | --------- | --- | --------- | -------------------- |
| ILT Stadium, Invercargill, Nueva Zelanda 15 al 16 de septiembre de 2023 (Dura, bajo techo) |                          |                                             |           |     |           |                      |
| \| 1 \| \| Jose Rubin Statham \| 6 \| 710 \| \| \| 1 \| \| Kasidit Samrej \| 2 \| 68 \| \| \| 2 \| \| Ajeet Rai \| 6 \| 6 \| \| \| 2 \| \| Maximus Jones \| 1 \| 3 \| \| \| 3 \| \| Finn Reynolds / Artem Sitak \| 6 \| 6 \| \| \| 3 \| \| Pruchya Isaro / Wishaya Trongcharoenchaikul \| 4 \| 2 \| \| \| 4 \| \| Isaac Becroft \| 3 \| 6 \| [8] \| \| 4 \| \| Maximus Jones \| 6 \| 3 \| [10] \| \| 5 \| \| Ajeet Rai \| No \| \| \| \| 5 \| \| Kasidit Samrej \| disputado \| \| \| |                          |                                             |           |     |           |                      |
| 1 | Bandera de Nueva Zelanda | Jose Rubin Statham                          | 6         | 710 |           |                      |
| 1 | Bandera de Tailandia     | Kasidit Samrej                              | 2         | 68  |           |                      |
| 2 | Bandera de Nueva Zelanda | Ajeet Rai                                   | 6         | 6   |           |                      |
| 2 | Bandera de Tailandia     | Maximus Jones                               | 1         | 3   |           |                      |
| 3 | Bandera de Nueva Zelanda | Finn Reynolds / Artem Sitak                 | 6         | 6   |           |                      |
| 3 | Bandera de Tailandia     | Pruchya Isaro / Wishaya Trongcharoenchaikul | 4         | 2   |           |                      |
| 4 | Bandera de Nueva Zelanda | Isaac Becroft                               | 3         | 6   | [8]       |                      |
| 4 | Bandera de Tailandia     | Maximus Jones                               | 6         | 3   | [10]      |                      |
| 5 | Bandera de Nueva Zelanda | Ajeet Rai                                   | No        |     |           |                      |
| 5 | Bandera de Tailandia     | Kasidit Samrej                              | disputado |     |           |                      |

| | Bandera de México                     | México                                        | 3         | 1  | China | Bandera de la República Popular China |
| --- | ------------------------------------- | --------------------------------------------- | --------- | -- | ----- | ------------------------------------- |
| Estadio Lorenzo Molina Casares, Mérida, México 16 al 17 de septiembre de 2023 (Tierra batida) |                                       |                                               |           |    |       |                                       |
| \| 1 \| \| Rodrigo Pacheco Méndez \| 5 \| 77 \| 1 \| \| 1 \| \| Fajing Sun \| 7 \| 62 \| 1r \| \| 2 \| \| Ernesto Escobedo \| 6 \| 4 \| 6 \| \| 2 \| \| Rigele Te \| 1 \| 6 \| 78 \| \| 3 \| \| Santiago González / Miguel Ángel Reyes Varela \| 6 \| 6 \| \| \| 3 \| \| Fajing Sun / Xiaofei Wang \| 4 \| 4 \| \| \| 4 \| \| Ernesto Escobedo \| 79 \| 77 \| \| \| 4 \| \| Yi Zhou \| 67 \| 5 \| \| \| 5 \| \| Rodrigo Pacheco Mendez \| No \| \| \| \| 5 \| \| Rigele Te \| disputado \| \| \| |                                       |                                               |           |    |       |                                       |
| 1 | Bandera de México                     | Rodrigo Pacheco Méndez                        | 5         | 77 | 1     |                                       |
| 1 | Bandera de la República Popular China | Fajing Sun                                    | 7         | 62 | 1r    |                                       |
| 2 | Bandera de México                     | Ernesto Escobedo                              | 6         | 4  | 6     |                                       |
| 2 | Bandera de la República Popular China | Rigele Te                                     | 1         | 6  | 78    |                                       |
| 3 | Bandera de México                     | Santiago González / Miguel Ángel Reyes Varela | 6         | 6  |       |                                       |
| 3 | Bandera de la República Popular China | Fajing Sun / Xiaofei Wang                     | 4         | 4  |       |                                       |
| 4 | Bandera de México                     | Ernesto Escobedo                              | 79        | 77 |       |                                       |
| 4 | Bandera de la República Popular China | Yi Zhou                                       | 67        | 5  |       |                                       |
| 5 | Bandera de México                     | Rodrigo Pacheco Mendez                        | No        |    |       |                                       |
| 5 | Bandera de la República Popular China | Rigele Te                                     | disputado |    |       |                                       |

| | Bandera de Pakistán  | Pakistán                              | 5   | 0 | Indonesia | Bandera de Indonesia |
| --- | -------------------- | ------------------------------------- | --- | - | --------- | -------------------- |
| Pakistan Sports Complex, Islamabad, Pakistán 16 al 17 de septiembre de 2023 (Césped) |                      |                                       |     |   |           |                      |
| \| 1 \| \| Aqeel Khan \| 7 \| 6 \| \| \| 1 \| \| Gunawan Trismuwantara \| 5 \| 3 \| \| \| 2 \| \| Aisam-ul-Haq Qureshi \| 6 \| 6 \| \| \| 2 \| \| David Agung Susanto \| 1 \| 4 \| \| \| 3 \| \| Aqeel Khan / Aisam-ul-Haq Qureshi \| 3 \| 7 \| 6 \| \| 3 \| \| Anthony Susanto / David Agung Susanto \| 6 \| 5 \| 2 \| \| 4 \| \| Aqeel Khan \| w/o \| \| \| \| 4 \| David Agung Susanto \| \| \| \| \| \| 5 \| \| Muhammad Shoaib \| 77 \| 6 \| \| \| 5 \| \| Gunawan Trismuwantara \| 64 \| 4 \| \| |                      |                                       |     |   |           |                      |
| 1 | Bandera de Pakistán  | Aqeel Khan                            | 7   | 6 |           |                      |
| 1 | Bandera de Indonesia | Gunawan Trismuwantara                 | 5   | 3 |           |                      |
| 2 | Bandera de Pakistán  | Aisam-ul-Haq Qureshi                  | 6   | 6 |           |                      |
| 2 | Bandera de Indonesia | David Agung Susanto                   | 1   | 4 |           |                      |
| 3 | Bandera de Pakistán  | Aqeel Khan / Aisam-ul-Haq Qureshi     | 3   | 7 | 6         |                      |
| 3 | Bandera de Indonesia | Anthony Susanto / David Agung Susanto | 6   | 5 | 2         |                      |
| 4 | Bandera de Pakistán  | Aqeel Khan                            | w/o |   |           |                      |
| 4 | Bandera de Indonesia | David Agung Susanto                   |     |   |           |                      |
| 5 | Bandera de Pakistán  | Muhammad Shoaib                       | 77  | 6 |           |                      |
| 5 | Bandera de Indonesia | Gunawan Trismuwantara                 | 64  | 4 |           |                      |

| | Bandera de Uruguay | Uruguay                           | 1         | 3 | Egipto | Bandera de Egipto |
| --- | ------------------ | --------------------------------- | --------- | - | ------ | ----------------- |
| Carrasco Lawn Tennis Club, Montevideo, Uruguay 16 al 17 de septiembre de 2023 (Tierra batida) |                    |                                   |           |   |        |                   |
| \| 1 \| \| Ignacio Carou \| 5 \| 3 \| \| \| 1 \| \| Mohamed Safwat \| 7 \| 6 \| \| \| 2 \| \| Franco Roncadelli \| 1 \| 6 \| 5 \| \| 2 \| \| Karim-Mohamed Maamoun \| 6 \| 4 \| 7 \| \| 3 \| \| Ariel Behar / Martín Cuevas \| 3 \| 4 \| \| \| 3 \| \| Akram El Sallaly / Mohamed Safwat \| 6 \| 6 \| \| \| 4 \| \| Joaquin Aguilar Cardozo \| 4 \| 6 \| [10] \| \| 4 \| \| Amr Elsayed \| 6 \| 0 \| [4] \| \| 5 \| \| Ignacio Carou \| No \| \| \| \| 5 \| \| Karim-Mohamed Maamoun \| disputado \| \| \| |                    |                                   |           |   |        |                   |
| 1 | Bandera de Uruguay | Ignacio Carou                     | 5         | 3 |        |                   |
| 1 | Bandera de Egipto  | Mohamed Safwat                    | 7         | 6 |        |                   |
| 2 | Bandera de Uruguay | Franco Roncadelli                 | 1         | 6 | 5      |                   |
| 2 | Bandera de Egipto  | Karim-Mohamed Maamoun             | 6         | 4 | 7      |                   |
| 3 | Bandera de Uruguay | Ariel Behar / Martín Cuevas       | 3         | 4 |        |                   |
| 3 | Bandera de Egipto  | Akram El Sallaly / Mohamed Safwat | 6         | 6 |        |                   |
| 4 | Bandera de Uruguay | Joaquin Aguilar Cardozo           | 4         | 6 | [10]   |                   |
| 4 | Bandera de Egipto  | Amr Elsayed                       | 6         | 0 | [4]    |                   |
| 5 | Bandera de Uruguay | Ignacio Carou                     | No        |   |        |                   |
| 5 | Bandera de Egipto  | Karim-Mohamed Maamoun             | disputado |   |        |                   |

| | Bandera de Líbano  | Líbano                             | 4         | 0 | Jamaica | Bandera de Jamaica |
| --- | ------------------ | ---------------------------------- | --------- | - | ------- | ------------------ |
| Automobile and Touring Club of Lebanon, Joünié, Líbano 15 al 16 de septiembre de 2023 (Tierra batida) |                    |                                    |           |   |         |                    |
| \| 1 \| \| Benjamin Hassan \| 7 \| 6 \| \| \| 1 \| \| Rowland Phillips \| 5 \| 3 \| \| \| 2 \| \| Hady Habib \| 77 \| 6 \| \| \| 2 \| \| Blaise Bicknell \| 65 \| 1 \| \| \| 3 \| \| Hady Habib / Benjamin Hassan \| 6 \| 3 \| 6 \| \| 3 \| \| Blaise Bicknell / Rowland Phillips \| 2 \| 6 \| 3 \| \| 4 \| \| Mustapha El Natour \| 6 \| 6 \| \| \| 4 \| \| Daniel Azar \| 3 \| 1 \| \| \| 5 \| \| Hady Habib \| No \| \| \| \| 5 \| \| Rowland Phillips \| disputado \| \| \| |                    |                                    |           |   |         |                    |
| 1 | Bandera de Líbano  | Benjamin Hassan                    | 7         | 6 |         |                    |
| 1 | Bandera de Jamaica | Rowland Phillips                   | 5         | 3 |         |                    |
| 2 | Bandera de Líbano  | Hady Habib                         | 77        | 6 |         |                    |
| 2 | Bandera de Jamaica | Blaise Bicknell                    | 65        | 1 |         |                    |
| 3 | Bandera de Líbano  | Hady Habib / Benjamin Hassan       | 6         | 3 | 6       |                    |
| 3 | Bandera de Jamaica | Blaise Bicknell / Rowland Phillips | 2         | 6 | 3       |                    |
| 4 | Bandera de Líbano  | Mustapha El Natour                 | 6         | 6 |         |                    |
| 4 | Bandera de Jamaica | Daniel Azar                        | 3         | 1 |         |                    |
| 5 | Bandera de Líbano  | Hady Habib                         | No        |   |         |                    |
| 5 | Bandera de Jamaica | Rowland Phillips                   | disputado |   |         |                    |

| | Bandera de Eslovenia  | Eslovenia                     | 2  | 3  | Luxemburgo | Bandera de Luxemburgo |
| --- | --------------------- | ----------------------------- | -- | -- | ---------- | --------------------- |
| Tenis Center Tivoli, Liubliana, Eslovenia 15 al 16 de septiembre de 2023 (Tierra batida) |                       |                               |    |    |            |                       |
| \| 1 \| \| Bor Artnak \| 6 \| 65 \| 2 \| \| 1 \| \| Alex Knaff \| 3 \| 77 \| 6 \| \| 2 \| \| Blaž Rola \| 77 \| 6 \| \| \| 2 \| \| Chris Rodesch \| 63 \| 2 \| \| \| 3 \| \| Sebastian Dominko / Blaž Rola \| 5 \| 4 \| \| \| 3 \| \| Alex Knaff / Chris Rodesch \| 7 \| 6 \| \| \| 4 \| \| Blaž Rola \| 6 \| 6 \| \| \| 4 \| \| Alex Knaff \| 4 \| 2 \| \| \| 5 \| \| Bor Artnak \| 2 \| 63 \| \| \| 5 \| \| Chris Rodesch \| 6 \| 77 \| \| |                       |                               |    |    |            |                       |
| 1 | Bandera de Eslovenia  | Bor Artnak                    | 6  | 65 | 2          |                       |
| 1 | Bandera de Luxemburgo | Alex Knaff                    | 3  | 77 | 6          |                       |
| 2 | Bandera de Eslovenia  | Blaž Rola                     | 77 | 6  |            |                       |
| 2 | Bandera de Luxemburgo | Chris Rodesch                 | 63 | 2  |            |                       |
| 3 | Bandera de Eslovenia  | Sebastian Dominko / Blaž Rola | 5  | 4  |            |                       |
| 3 | Bandera de Luxemburgo | Alex Knaff / Chris Rodesch    | 7  | 6  |            |                       |
| 4 | Bandera de Eslovenia  | Blaž Rola                     | 6  | 6  |            |                       |
| 4 | Bandera de Luxemburgo | Alex Knaff                    | 4  | 2  |            |                       |
| 5 | Bandera de Eslovenia  | Bor Artnak                    | 2  | 63 |            |                       |
| 5 | Bandera de Luxemburgo | Chris Rodesch                 | 6  | 77 |            |                       |

| | Bandera de Georgia | Georgia                                  | 3         | 1   | Túnez | Bandera de Túnez |
| --- | ------------------ | ---------------------------------------- | --------- | --- | ----- | ---------------- |
| Garikula Tennis Club, Kaspi, Georgia 15 al 16 de septiembre de 2023 (Dura) |                    |                                          |           |     |       |                  |
| \| 1 \| \| Saba Purtseladze \| 6 \| 6 \| \| \| 1 \| \| Moez Echargui \| 1 \| 4 \| \| \| 2 \| \| Zura Tkemaladze \| 3 \| 711 \| 6 \| \| 2 \| \| Aziz Dougaz \| 6 \| 69 \| 4 \| \| 3 \| \| Aleksandre Bakshi / Aleksandre Metreveli \| 6 \| 65 \| 2 \| \| 3 \| \| Skander Mansouri / Aziz Ouakaa \| 4 \| 77 \| 6 \| \| 4 \| \| Saba Purtseladze \| 6 \| 6 \| \| \| 4 \| \| Aziz Dougaz \| 3 \| 4 \| \| \| 5 \| \| Zura Tkemaladze \| No \| \| \| \| 5 \| \| Moez Echargui \| disputado \| \| \| |                    |                                          |           |     |       |                  |
| 1 | Bandera de Georgia | Saba Purtseladze                         | 6         | 6   |       |                  |
| 1 | Bandera de Túnez   | Moez Echargui                            | 1         | 4   |       |                  |
| 2 | Bandera de Georgia | Zura Tkemaladze                          | 3         | 711 | 6     |                  |
| 2 | Bandera de Túnez   | Aziz Dougaz                              | 6         | 69  | 4     |                  |
| 3 | Bandera de Georgia | Aleksandre Bakshi / Aleksandre Metreveli | 6         | 65  | 2     |                  |
| 3 | Bandera de Túnez   | Skander Mansouri / Aziz Ouakaa           | 4         | 77  | 6     |                  |
| 4 | Bandera de Georgia | Saba Purtseladze                         | 6         | 6   |       |                  |
| 4 | Bandera de Túnez   | Aziz Dougaz                              | 3         | 4   |       |                  |
| 5 | Bandera de Georgia | Zura Tkemaladze                          | No        |     |       |                  |
| 5 | Bandera de Túnez   | Moez Echargui                            | disputado |     |       |                  |

| | Bandera de El Salvador | El Salvador                      | 1  | 4 | Irlanda | Bandera de Irlanda |
| --- | ---------------------- | -------------------------------- | -- | - | ------- | ------------------ |
| Estadio Ana Mercedes Campos, Sonsonate, El Salvador 16 al 17 de septiembre de 2023 (Tierra batida) |                        |                                  |    |   |         |                    |
| \| 1 \| \| César Cruz \| 1 \| 0 \| \| \| 1 \| \| Connor Gannon \| 6 \| 6 \| \| \| 2 \| \| Marcelo Arévalo \| 77 \| 6 \| \| \| 2 \| \| Osgar O'Hoisin \| 65 \| 1 \| \| \| 3 \| \| Marcelo Arévalo / Lluis Miralles \| 2 \| 3 \| \| \| 3 \| \| Connor Gannon / David O'Hare \| 6 \| 6 \| \| \| 4 \| \| Diego Durán \| 3 \| 2 \| \| \| 4 \| \| Osgar O'Hoisin \| 6 \| 6 \| \| \| 5 \| \| Atilio Jose Flores \| 0 \| 0 \| \| \| 5 \| \| Freddy Murray \| 6 \| 6 \| \| |                        |                                  |    |   |         |                    |
| 1 | Bandera de El Salvador | César Cruz                       | 1  | 0 |         |                    |
| 1 | Bandera de Irlanda     | Connor Gannon                    | 6  | 6 |         |                    |
| 2 | Bandera de El Salvador | Marcelo Arévalo                  | 77 | 6 |         |                    |
| 2 | Bandera de Irlanda     | Osgar O'Hoisin                   | 65 | 1 |         |                    |
| 3 | Bandera de El Salvador | Marcelo Arévalo / Lluis Miralles | 2  | 3 |         |                    |
| 3 | Bandera de Irlanda     | Connor Gannon / David O'Hare     | 6  | 6 |         |                    |
| 4 | Bandera de El Salvador | Diego Durán                      | 3  | 2 |         |                    |
| 4 | Bandera de Irlanda     | Osgar O'Hoisin                   | 6  | 6 |         |                    |
| 5 | Bandera de El Salvador | Atilio Jose Flores               | 0  | 0 |         |                    |
| 5 | Bandera de Irlanda     | Freddy Murray                    | 6  | 6 |         |                    |

| | Bandera de Hong Kong | Hong Kong                            | 3 | 2  | Letonia | Bandera de Letonia |
| --- | -------------------- | ------------------------------------ | - | -- | ------- | ------------------ |
| Victoria Park Tennis Stadium, Hong Kong, China 16 al 17 de septiembre de 2023 (Dura) |                      |                                      |   |    |         |                    |
| \| 1 \| \| Kit Jack Wong Hong \| 3 \| 6 \| 3 \| \| 1 \| \| Robert Strombachs \| 6 \| 4 \| 6 \| \| 2 \| \| Coleman Wong \| 6 \| 6 \| \| \| 2 \| \| Martins Rocens \| 4 \| 2 \| \| \| 3 \| \| Coleman Wong / Kit Jack Wong Hong \| 3 \| 6 \| 5 \| \| 3 \| \| Miķelis Lībietis / Robert Strombachs \| 6 \| 2 \| 7 \| \| 4 \| \| Coleman Wong \| 4 \| 66 \| \| \| 4 \| \| Robert Strombachs \| 6 \| 78 \| \| \| 5 \| \| Ki Lung Ng \| 7 \| 6 \| \| \| 5 \| \| Daniels Tens \| 5 \| 2 \| \| |                      |                                      |   |    |         |                    |
| 1 | Bandera de Hong Kong | Kit Jack Wong Hong                   | 3 | 6  | 3       |                    |
| 1 | Bandera de Letonia   | Robert Strombachs                    | 6 | 4  | 6       |                    |
| 2 | Bandera de Hong Kong | Coleman Wong                         | 6 | 6  |         |                    |
| 2 | Bandera de Letonia   | Martins Rocens                       | 4 | 2  |         |                    |
| 3 | Bandera de Hong Kong | Coleman Wong / Kit Jack Wong Hong    | 3 | 6  | 5       |                    |
| 3 | Bandera de Letonia   | Miķelis Lībietis / Robert Strombachs | 6 | 2  | 7       |                    |
| 4 | Bandera de Hong Kong | Coleman Wong                         | 4 | 66 |         |                    |
| 4 | Bandera de Letonia   | Robert Strombachs                    | 6 | 78 |         |                    |
| 5 | Bandera de Hong Kong | Ki Lung Ng                           | 7 | 6  |         |                    |
| 5 | Bandera de Letonia   | Daniels Tens                         | 5 | 2  |         |                    |

| | Bandera de Polonia  | Polonia                          | 4         | 0  | Barbados | Bandera de Barbados |
| --- | ------------------- | -------------------------------- | --------- | -- | -------- | ------------------- |
| Akademia Tenis Kozerki, Grodzisk Mazowiecki, Polonia 15 al 16 de septiembre de 2023 (Dura, bajo techo) |                     |                                  |           |    |          |                     |
| \| 1 \| \| Hubert Hurkacz \| 6 \| 7 \| \| \| 1 \| \| Kaipo Marshall \| 0 \| 5 \| \| \| 2 \| \| Olaf Pieczkowski \| 1 \| 77 \| 6 \| \| 2 \| \| Darian King \| 6 \| 65 \| 3 \| \| 3 \| \| Karol Drzewiecki / Jan Zieliński \| 6 \| 6 \| \| \| 3 \| \| Darian King / Haydn Lewis \| 4 \| 4 \| \| \| 4 \| \| Tomasz Berkieta \| 6 \| 6 \| \| \| 4 \| \| Xavier Lawrence \| 3 \| 4 \| \| \| 5 \| \| Olaf Pieczkowski \| No \| \| \| \| 5 \| \| Kaipo Marshall \| disputado \| \| \| |                     |                                  |           |    |          |                     |
| 1 | Bandera de Polonia  | Hubert Hurkacz                   | 6         | 7  |          |                     |
| 1 | Bandera de Barbados | Kaipo Marshall                   | 0         | 5  |          |                     |
| 2 | Bandera de Polonia  | Olaf Pieczkowski                 | 1         | 77 | 6        |                     |
| 2 | Bandera de Barbados | Darian King                      | 6         | 65 | 3        |                     |
| 3 | Bandera de Polonia  | Karol Drzewiecki / Jan Zieliński | 6         | 6  |          |                     |
| 3 | Bandera de Barbados | Darian King / Haydn Lewis        | 4         | 4  |          |                     |
| 4 | Bandera de Polonia  | Tomasz Berkieta                  | 6         | 6  |          |                     |
| 4 | Bandera de Barbados | Xavier Lawrence                  | 3         | 4  |          |                     |
| 5 | Bandera de Polonia  | Olaf Pieczkowski                 | No        |    |          |                     |
| 5 | Bandera de Barbados | Kaipo Marshall                   | disputado |    |          |                     |

### Play-offs Grupo Mundial II
Fecha: 2 al 5 de febrero de 2023
La clasificación para los Play-offs del nuevo Grupo Mundial II, fue la siguiente:
Estos veinticuatro equipos son:
- 12 equipos perdedores del Grupo Mundial II.
- 12 equipos de su zona del Grupo III:
  - 3 de Europa.
  - 3 de Asia/Oceanía.
  - 3 de América.
  - 3 de África.

| Zona Americana         | Zona Americana         | Zona Americana         | Zona Americana         | Zona Americana         | Zona Americana         |
| · Barbados             | · Bolivia              | · El Salvador          | · Jamaica              | · Paraguay             | · República Dominicana |
| · Uruguay              | · Venezuela            | -                      | -                      | -                      | -                      |
| Zona Asiática/Oceánica | Zona Asiática/Oceánica | Zona Asiática/Oceánica | Zona Asiática/Oceánica | Zona Asiática/Oceánica | Zona Asiática/Oceánica |
| · Hong Kong            | · Indonesia            | · Jordania             | · Islas del Pacífico   | · Vietnam              | -                      |
| Zona Europea/Africana  | Zona Europea/Africana  | Zona Europea/Africana  | Zona Europea/Africana  | Zona Europea/Africana  | Zona Europea/Africana  |
| · Chipre               | · Costa de Marfil      | · Egipto               | · Estonia              | · Georgia              | · Luxemburgo           |
| · Marruecos            | · Mónaco               | · Sudáfrica            | · Túnez                | · Zimbabue             | -                      |
| ---------------------- | ---------------------- | ---------------------- | ---------------------- | ---------------------- | ---------------------- |

| | Bandera de Zimbabue | Zimbabue                           | 2  | 3 | Uruguay | Bandera de Uruguay |
| --- | ------------------- | ---------------------------------- | -- | - | ------- | ------------------ |
| Harare Sports Club, Harare, Zimbabue 3 y 4 de febrero de 2023 (Dura) |                     |                                    |    |   |         |                    |
| \| 1 \| \| Courtney John Lock \| 3 \| 2 \| \| \| 1 \| \| Martín Cuevas \| 6 \| 6 \| \| \| 2 \| \| Benjamin Lock \| 77 \| 6 \| \| \| 2 \| \| Ignacio Carou \| 65 \| 4 \| \| \| 3 \| \| Benjamin Lock / Courtney John Lock \| 2 \| 4 \| \| \| 3 \| \| Ariel Behar / Martín Cuevas \| 6 \| 6 \| \| \| 4 \| \| Benjamin Lock \| 6 \| 6 \| \| \| 4 \| \| Martín Cuevas \| 4 \| 4 \| \| \| 5 \| \| Courtney John Lock \| 3 \| 6 \| 4 \| \| 5 \| \| Ignacio Carou \| 6 \| 3 \| 6 \| |                     |                                    |    |   |         |                    |
| 1 | Bandera de Zimbabue | Courtney John Lock                 | 3  | 2 |         |                    |
| 1 | Bandera de Uruguay  | Martín Cuevas                      | 6  | 6 |         |                    |
| 2 | Bandera de Zimbabue | Benjamin Lock                      | 77 | 6 |         |                    |
| 2 | Bandera de Uruguay  | Ignacio Carou                      | 65 | 4 |         |                    |
| 3 | Bandera de Zimbabue | Benjamin Lock / Courtney John Lock | 2  | 4 |         |                    |
| 3 | Bandera de Uruguay  | Ariel Behar / Martín Cuevas        | 6  | 6 |         |                    |
| 4 | Bandera de Zimbabue | Benjamin Lock                      | 6  | 6 |         |                    |
| 4 | Bandera de Uruguay  | Martín Cuevas                      | 4  | 4 |         |                    |
| 5 | Bandera de Zimbabue | Courtney John Lock                 | 3  | 6 | 4       |                    |
| 5 | Bandera de Uruguay  | Ignacio Carou                      | 6  | 3 | 6       |                    |

| | Bandera de Georgia | Georgia                                            | 4         | 0 | Bolivia | Bandera de Bolivia |
| --- | ------------------ | -------------------------------------------------- | --------- | - | ------- | ------------------ |
| Leszno Tennis Club, Leszno, Polonia 2 y 3 de febrero de 2023 (Dura, bajo techo) |                    |                                                    |           |   |         |                    |
| \| 1 \| \| Aleksandre Bakshi \| 77 \| 6 \| \| \| 1 \| \| Juan Carlos Prado Angelo \| 61 \| 1 \| \| \| 2 \| \| Zura Tkemaladze \| 6 \| 6 \| \| \| 2 \| \| Raúl García \| 1 \| 2 \| \| \| 3 \| \| Aleksandre Bakshi / Aleksandre Metreveli \| 6 \| 6 \| \| \| 3 \| \| Agustín Eduardo Cuellar Lorberg / Santiago Navarro \| 3 \| 2 \| \| \| 4 \| \| Saba Purtseladze \| 63 \| 6 \| [10] \| \| 4 \| \| Juan Carlos Prado Angelo \| 77 \| 2 \| [7] \| \| 5 \| \| Aleksandre Bakshi \| No \| \| \| \| 5 \| \| Raúl García \| disputado \| \| \| |                    |                                                    |           |   |         |                    |
| 1 | Bandera de Georgia | Aleksandre Bakshi                                  | 77        | 6 |         |                    |
| 1 | Bandera de Bolivia | Juan Carlos Prado Angelo                           | 61        | 1 |         |                    |
| 2 | Bandera de Georgia | Zura Tkemaladze                                    | 6         | 6 |         |                    |
| 2 | Bandera de Bolivia | Raúl García                                        | 1         | 2 |         |                    |
| 3 | Bandera de Georgia | Aleksandre Bakshi / Aleksandre Metreveli           | 6         | 6 |         |                    |
| 3 | Bandera de Bolivia | Agustín Eduardo Cuellar Lorberg / Santiago Navarro | 3         | 2 |         |                    |
| 4 | Bandera de Georgia | Saba Purtseladze                                   | 63        | 6 | [10]    |                    |
| 4 | Bandera de Bolivia | Juan Carlos Prado Angelo                           | 77        | 2 | [7]     |                    |
| 5 | Bandera de Georgia | Aleksandre Bakshi                                  | No        |   |         |                    |
| 5 | Bandera de Bolivia | Raúl García                                        | disputado |   |         |                    |

| | Bandera de Túnez  | Túnez                              | 3  | 2  | Chipre | Bandera de Chipre |
| --- | ----------------- | ---------------------------------- | -- | -- | ------ | ----------------- |
| Courts de Tennis - Cité Nationale Sportive El Menzah, Túnez, Túnez 3 y 4 de febrero de 2023 (Dura) |                   |                                    |    |    |        |                   |
| \| 1 \| \| Skander Mansouri \| 4 \| 64 \| \| \| 1 \| \| Petros Chrysochos \| 6 \| 77 \| \| \| 2 \| \| Moez Echargui \| 6 \| 3 \| 6 \| \| 2 \| \| Menelaos Efstathiou \| 1 \| 6 \| 2 \| \| 3 \| \| Aziz Dougaz / Skander Mansouri \| 6 \| 4 \| 6 \| \| 3 \| \| Sergis Kyratzis / Eleftherios Neos \| 2 \| 6 \| 2 \| \| 4 \| \| Aziz Dougaz \| 6 \| 1 \| 4 \| \| 4 \| \| Menelaos Efstathiou \| 3 \| 6 \| 6 \| \| 5 \| \| Moez Echargui \| 77 \| 7 \| \| \| 5 \| \| Petros Chrysochos \| 65 \| 5 \| \| |                   |                                    |    |    |        |                   |
| 1 | Bandera de Túnez  | Skander Mansouri                   | 4  | 64 |        |                   |
| 1 | Bandera de Chipre | Petros Chrysochos                  | 6  | 77 |        |                   |
| 2 | Bandera de Túnez  | Moez Echargui                      | 6  | 3  | 6      |                   |
| 2 | Bandera de Chipre | Menelaos Efstathiou                | 1  | 6  | 2      |                   |
| 3 | Bandera de Túnez  | Aziz Dougaz / Skander Mansouri     | 6  | 4  | 6      |                   |
| 3 | Bandera de Chipre | Sergis Kyratzis / Eleftherios Neos | 2  | 6  | 2      |                   |
| 4 | Bandera de Túnez  | Aziz Dougaz                        | 6  | 1  | 4      |                   |
| 4 | Bandera de Chipre | Menelaos Efstathiou                | 3  | 6  | 6      |                   |
| 5 | Bandera de Túnez  | Moez Echargui                      | 77 | 7  |        |                   |
| 5 | Bandera de Chipre | Petros Chrysochos                  | 65 | 5  |        |                   |

| | Bandera de Luxemburgo | Luxemburgo                   | 3         | 1 | Sudáfrica | Bandera de Sudáfrica |
| --- | --------------------- | ---------------------------- | --------- | - | --------- | -------------------- |
| Centre National de Tennis, Esch-sur-Alzette, Luxemburgo 4 y 5 de febrero de 2023 (Dura, bajo techo) |                       |                              |           |   |           |                      |
| \| 1 \| \| Alex Knaff \| 4 \| 6 \| 6 \| \| 1 \| \| Alec Beckley \| 6 \| 3 \| 3 \| \| 2 \| \| Chris Rodesch \| 6 \| 6 \| \| \| 2 \| \| Kris van Wyk \| 4 \| 4 \| \| \| 3 \| \| Alex Knaff / Chris Rodesch \| 4 \| 7 \| 3 \| \| 3 \| \| Alec Beckley / Raven Klaasen \| 6 \| 5 \| 6 \| \| 4 \| \| Alex Knaff \| 3 \| 6 \| 6 \| \| 4 \| \| Kris van Wyk \| 6 \| 3 \| 4 \| \| 5 \| \| Alec Beckley \| No \| \| \| \| 5 \| \| Chris Rodesch \| disputado \| \| \| |                       |                              |           |   |           |                      |
| 1 | Bandera de Luxemburgo | Alex Knaff                   | 4         | 6 | 6         |                      |
| 1 | Bandera de Sudáfrica  | Alec Beckley                 | 6         | 3 | 3         |                      |
| 2 | Bandera de Luxemburgo | Chris Rodesch                | 6         | 6 |           |                      |
| 2 | Bandera de Sudáfrica  | Kris van Wyk                 | 4         | 4 |           |                      |
| 3 | Bandera de Luxemburgo | Alex Knaff / Chris Rodesch   | 4         | 7 | 3         |                      |
| 3 | Bandera de Sudáfrica  | Alec Beckley / Raven Klaasen | 6         | 5 | 6         |                      |
| 4 | Bandera de Luxemburgo | Alex Knaff                   | 3         | 6 | 6         |                      |
| 4 | Bandera de Sudáfrica  | Kris van Wyk                 | 6         | 3 | 4         |                      |
| 5 | Bandera de Luxemburgo | Alec Beckley                 | No        |   |           |                      |
| 5 | Bandera de Sudáfrica  | Chris Rodesch                | disputado |   |           |                      |

| | Bandera de Barbados             | Barbados                             | 3  | 2  | Islas del Pacífico | Bandera de Oceanía del Pacífico |
| --- | ------------------------------- | ------------------------------------ | -- | -- | ------------------ | ------------------------------- |
| National Tennis Centre, Bridgetown, Barbados 3 y 4 de febrero de 2023 (Dura) |                                 |                                      |    |    |                    |                                 |
| \| 1 \| \| Darian King \| 6 \| 6 \| \| \| 1 \| \| Clement Mainguy \| 4 \| 0 \| \| \| 2 \| \| Kaipo Marshall \| 2 \| 1 \| \| \| 2 \| \| Colin Sinclair \| 6 \| 6 \| \| \| 3 \| \| Matthew Foster-Estwick / Darian King \| 6 \| 64 \| 5 \| \| 3 \| \| Brett Baudinet / Colin Sinclair \| 4 \| 77 \| 7 \| \| 4 \| \| Darian King \| 78 \| 6 \| \| \| 4 \| \| Colin Sinclair \| 66 \| 3 \| \| \| 5 \| \| Kaipo Marshall \| 4 \| 7 \| 6 \| \| 5 \| \| Clement Mainguy \| 6 \| 5 \| 3 \| |                                 |                                      |    |    |                    |                                 |
| 1 | Bandera de Barbados             | Darian King                          | 6  | 6  |                    |                                 |
| 1 | Bandera de Oceanía del Pacífico | Clement Mainguy                      | 4  | 0  |                    |                                 |
| 2 | Bandera de Barbados             | Kaipo Marshall                       | 2  | 1  |                    |                                 |
| 2 | Bandera de Oceanía del Pacífico | Colin Sinclair                       | 6  | 6  |                    |                                 |
| 3 | Bandera de Barbados             | Matthew Foster-Estwick / Darian King | 6  | 64 | 5                  |                                 |
| 3 | Bandera de Oceanía del Pacífico | Brett Baudinet / Colin Sinclair      | 4  | 77 | 7                  |                                 |
| 4 | Bandera de Barbados             | Darian King                          | 78 | 6  |                    |                                 |
| 4 | Bandera de Oceanía del Pacífico | Colin Sinclair                       | 66 | 3  |                    |                                 |
| 5 | Bandera de Barbados             | Kaipo Marshall                       | 4  | 7  | 6                  |                                 |
| 5 | Bandera de Oceanía del Pacífico | Clement Mainguy                      | 6  | 5  | 3                  |                                 |

| | Bandera de Mónaco                  | Mónaco                           | 4         | 0 | República Dominicana | Bandera de la República Dominicana |
| --- | ---------------------------------- | -------------------------------- | --------- | - | -------------------- | ---------------------------------- |
| Monte Carlo Country Club, Roquebrune Cap-Martin, Francia 4 y 5 de febrero de 2023 (Tierra batida) |                                    |                                  |           |   |                      |                                    |
| \| 1 \| \| Valentin Vacherot \| 6 \| 5 \| 6 \| \| 1 \| \| Roberto Cid Subervi \| 3 \| 7 \| 4 \| \| 2 \| \| Lucas Catarina \| 6 \| 6 \| \| \| 2 \| \| Nick Hardt \| 3 \| 4 \| \| \| 3 \| \| Romain Arneodo / Hugo Nys \| 77 \| 6 \| \| \| 3 \| \| Roberto Cid Subervi / Nick Hardt \| 61 \| 3 \| \| \| 4 \| \| Valentin Vacherot \| 61 \| 6 \| [10] \| \| 4 \| \| Peter Bertran \| 77 \| 4 \| [8] \| \| 5 \| \| Lucas Catarina \| No \| \| \| \| 5 \| \| Roberto Cid Subervi \| disputado \| \| \| |                                    |                                  |           |   |                      |                                    |
| 1 | Bandera de Mónaco                  | Valentin Vacherot                | 6         | 5 | 6                    |                                    |
| 1 | Bandera de la República Dominicana | Roberto Cid Subervi              | 3         | 7 | 4                    |                                    |
| 2 | Bandera de Mónaco                  | Lucas Catarina                   | 6         | 6 |                      |                                    |
| 2 | Bandera de la República Dominicana | Nick Hardt                       | 3         | 4 |                      |                                    |
| 3 | Bandera de Mónaco                  | Romain Arneodo / Hugo Nys        | 77        | 6 |                      |                                    |
| 3 | Bandera de la República Dominicana | Roberto Cid Subervi / Nick Hardt | 61        | 3 |                      |                                    |
| 4 | Bandera de Mónaco                  | Valentin Vacherot                | 61        | 6 | [10]                 |                                    |
| 4 | Bandera de la República Dominicana | Peter Bertran                    | 77        | 4 | [8]                  |                                    |
| 5 | Bandera de Mónaco                  | Lucas Catarina                   | No        |   |                      |                                    |
| 5 | Bandera de la República Dominicana | Roberto Cid Subervi              | disputado |   |                      |                                    |

| | Bandera de Venezuela | Venezuela                              | 1         | 3  | Hong Kong | Bandera de Hong Kong |
| --- | -------------------- | -------------------------------------- | --------- | -- | --------- | -------------------- |
| Centro Nacional de Tenis, Puerto Cabello, Venezuela 3 y 4 de febrero de 2023 (Dura) |                      |                                        |           |    |           |                      |
| \| 1 \| \| Rafael Abdul Salam \| 2 \| 3 \| \| \| 1 \| \| Coleman Wong \| 6 \| 6 \| \| \| 2 \| \| Ricardo Rodríguez-Pace \| 6 \| 3 \| 6 \| \| 2 \| \| Hong Kit Wong \| 3 \| 6 \| 3 \| \| 3 \| \| Brandon Pérez / Ricardo Rodríguez-Pace \| 1 \| 63 \| \| \| 3 \| \| Coleman Wong / Hong Kit Wong \| 6 \| 77 \| \| \| 4 \| \| Ricardo Rodríguez-Pace \| 6 \| 1 \| 3 \| \| 4 \| \| Coleman Wong \| 2 \| 6 \| 6 \| \| 5 \| \| Rafael Abdul Salam \| No \| \| \| \| 5 \| \| Hong Kit Wong \| disputado \| \| \| |                      |                                        |           |    |           |                      |
| 1 | Bandera de Venezuela | Rafael Abdul Salam                     | 2         | 3  |           |                      |
| 1 | Bandera de Hong Kong | Coleman Wong                           | 6         | 6  |           |                      |
| 2 | Bandera de Venezuela | Ricardo Rodríguez-Pace                 | 6         | 3  | 6         |                      |
| 2 | Bandera de Hong Kong | Hong Kit Wong                          | 3         | 6  | 3         |                      |
| 3 | Bandera de Venezuela | Brandon Pérez / Ricardo Rodríguez-Pace | 1         | 63 |           |                      |
| 3 | Bandera de Hong Kong | Coleman Wong / Hong Kit Wong           | 6         | 77 |           |                      |
| 4 | Bandera de Venezuela | Ricardo Rodríguez-Pace                 | 6         | 1  | 3         |                      |
| 4 | Bandera de Hong Kong | Coleman Wong                           | 2         | 6  | 6         |                      |
| 5 | Bandera de Venezuela | Rafael Abdul Salam                     | No        |    |           |                      |
| 5 | Bandera de Hong Kong | Hong Kit Wong                          | disputado |    |           |                      |

| | Bandera de Jordania    | Jordania                         | 1         | 3 | El Salvador | Bandera de El Salvador |
| --- | ---------------------- | -------------------------------- | --------- | - | ----------- | ---------------------- |
| Jordan Tennis Federation Courts, Amán, Jordania 3 y 4 de febrero de 2023 (Dura, bajo techo) |                        |                                  |           |   |             |                        |
| \| 1 \| \| Karam Hatamleh \| 1 \| 4 \| \| \| 1 \| \| Marcelo Arévalo \| 6 \| 6 \| \| \| 2 \| \| Mousa Alkotop \| 77 \| 4 \| 6 \| \| 2 \| \| Diego Duran \| 62 \| 6 \| 2 \| \| 3 \| \| Mohammad Alkotop / Mousa Alkotop \| 62 \| 0 \| \| \| 3 \| \| Marcelo Arévalo / Lluis Miralles \| 77 \| 6 \| \| \| 4 \| \| Mousa Alkotop \| 4 \| 6 \| 4 \| \| 4 \| \| Marcelo Arévalo \| 6 \| 4 \| 6 \| \| 5 \| \| Karam Hatamleh \| No \| \| \| \| 5 \| \| Diego Duran \| disputado \| \| \| |                        |                                  |           |   |             |                        |
| 1 | Bandera de Jordania    | Karam Hatamleh                   | 1         | 4 |             |                        |
| 1 | Bandera de El Salvador | Marcelo Arévalo                  | 6         | 6 |             |                        |
| 2 | Bandera de Jordania    | Mousa Alkotop                    | 77        | 4 | 6           |                        |
| 2 | Bandera de El Salvador | Diego Duran                      | 62        | 6 | 2           |                        |
| 3 | Bandera de Jordania    | Mohammad Alkotop / Mousa Alkotop | 62        | 0 |             |                        |
| 3 | Bandera de El Salvador | Marcelo Arévalo / Lluis Miralles | 77        | 6 |             |                        |
| 4 | Bandera de Jordania    | Mousa Alkotop                    | 4         | 6 | 4           |                        |
| 4 | Bandera de El Salvador | Marcelo Arévalo                  | 6         | 4 | 6           |                        |
| 5 | Bandera de Jordania    | Karam Hatamleh                   | No        |   |             |                        |
| 5 | Bandera de El Salvador | Diego Duran                      | disputado |   |             |                        |

| | Bandera de Jamaica | Jamaica                      | 3  | 2    | Estonia | Bandera de Estonia |
| --- | ------------------ | ---------------------------- | -- | ---- | ------- | ------------------ |
| Eric Bell National Tennis Centre, Kingston, Jamaica 4 y 5 de febrero de 2023 (Dura) |                    |                              |    |      |         |                    |
| \| 1 \| \| Rowland Phillips \| 6 \| 6 \| \| \| 1 \| \| Kristjan Tamm \| 1 \| 1 \| \| \| 2 \| \| Blaise Bicknell \| 4 \| 6 \| 6 \| \| 2 \| \| Kenneth Raisma \| 6 \| 4 \| 0 \| \| 3 \| \| Daniel Azar / John Chin \| 1 \| 2 \| \| \| 3 \| \| Kenneth Raisma / Jürgen Zopp \| 6 \| 6 \| \| \| 4 \| \| Blaise Bicknell \| 79 \| \| \| \| 4 \| \| Kristjan Tamm \| 67 \| ret. \| \| \| 5 \| \| Jacob Bicknell \| 1 \| 0 \| \| \| 5 \| \| Johannes Seeman \| 6 \| 6 \| \| |                    |                              |    |      |         |                    |
| 1 | Bandera de Jamaica | Rowland Phillips             | 6  | 6    |         |                    |
| 1 | Bandera de Estonia | Kristjan Tamm                | 1  | 1    |         |                    |
| 2 | Bandera de Jamaica | Blaise Bicknell              | 4  | 6    | 6       |                    |
| 2 | Bandera de Estonia | Kenneth Raisma               | 6  | 4    | 0       |                    |
| 3 | Bandera de Jamaica | Daniel Azar / John Chin      | 1  | 2    |         |                    |
| 3 | Bandera de Estonia | Kenneth Raisma / Jürgen Zopp | 6  | 6    |         |                    |
| 4 | Bandera de Jamaica | Blaise Bicknell              | 79 |      |         |                    |
| 4 | Bandera de Estonia | Kristjan Tamm                | 67 | ret. |         |                    |
| 5 | Bandera de Jamaica | Jacob Bicknell               | 1  | 0    |         |                    |
| 5 | Bandera de Estonia | Johannes Seeman              | 6  | 6    |         |                    |

| | Bandera de Egipto   | Egipto                                 | 3 | 2  | Paraguay | Bandera de Paraguay |
| --- | ------------------- | -------------------------------------- | - | -- | -------- | ------------------- |
| El Gezira Sporting Club, El Cairo, Egipto 3 y 4 de febrero de 2023 (Tierra batida) |                     |                                        |   |    |          |                     |
| \| 1 \| \| Amr Elsayed \| 6 \| 6 \| \| \| 1 \| \| Hernando Jose Escurra Isnardi \| 3 \| 3 \| \| \| 2 \| \| Mohamed Safwat \| 1 \| 6 \| 4 \| \| 2 \| \| Daniel Vallejo \| 6 \| 0 \| 6 \| \| 3 \| \| Karim-Mohamed Maamoun / Mohamed Safwat \| 6 \| 65 \| 6 \| \| 3 \| \| Juan Borba / Daniel Vallejo \| 3 \| 77 \| 4 \| \| 4 \| \| Amr Elsayed \| 1 \| 5 \| \| \| 4 \| \| Daniel Vallejo \| 6 \| 7 \| \| \| 5 \| \| Mohamed Safwat \| 6 \| 6 \| \| \| 5 \| \| Juan Borba \| 1 \| 1 \| \| |                     |                                        |   |    |          |                     |
| 1 | Bandera de Egipto   | Amr Elsayed                            | 6 | 6  |          |                     |
| 1 | Bandera de Paraguay | Hernando Jose Escurra Isnardi          | 3 | 3  |          |                     |
| 2 | Bandera de Egipto   | Mohamed Safwat                         | 1 | 6  | 4        |                     |
| 2 | Bandera de Paraguay | Daniel Vallejo                         | 6 | 0  | 6        |                     |
| 3 | Bandera de Egipto   | Karim-Mohamed Maamoun / Mohamed Safwat | 6 | 65 | 6        |                     |
| 3 | Bandera de Paraguay | Juan Borba / Daniel Vallejo            | 3 | 77 | 4        |                     |
| 4 | Bandera de Egipto   | Amr Elsayed                            | 1 | 5  |          |                     |
| 4 | Bandera de Paraguay | Daniel Vallejo                         | 6 | 7  |          |                     |
| 5 | Bandera de Egipto   | Mohamed Safwat                         | 6 | 6  |          |                     |
| 5 | Bandera de Paraguay | Juan Borba                             | 1 | 1  |          |                     |

| | Bandera de Costa de Marfil | Costa de Marfil                                   | 1         | 3 | Marruecos | Bandera de Marruecos |
| --- | -------------------------- | ------------------------------------------------- | --------- | - | --------- | -------------------- |
| Le Central Tennis Club, Abiyán, Costa de Marfil 4 y 5 de febrero de 2023 (Dura) |                            |                                                   |           |   |           |                      |
| \| 1 \| \| Eliakim Coulibaly \| 5 \| 6 \| 5 \| \| 1 \| \| Adam Moundir \| 7 \| 4 \| 7 \| \| 2 \| \| Myko Yohann Himad Kouame \| 2 \| 4 \| \| \| 2 \| \| Elliot Benchetrit \| 6 \| 6 \| \| \| 3 \| \| Eliakim Coulibaly / Gueninle Abdoul Kari Ouattara \| 3 \| 4 \| \| \| 3 \| \| Elliot Benchetrit / Younes Lalami Laaroussi \| 6 \| 6 \| \| \| 4 \| \| Felix Boblei \| 4 \| 1 \| \| \| 4 \| \| Yassine Dlimi \| 6 \| 0 \| ret. \| \| 5 \| \| Gueninle Abdoul Kari Ouattara \| No \| \| \| \| 5 \| \| Adam Moundir \| disputado \| \| \| |                            |                                                   |           |   |           |                      |
| 1 | Bandera de Costa de Marfil | Eliakim Coulibaly                                 | 5         | 6 | 5         |                      |
| 1 | Bandera de Marruecos       | Adam Moundir                                      | 7         | 4 | 7         |                      |
| 2 | Bandera de Costa de Marfil | Myko Yohann Himad Kouame                          | 2         | 4 |           |                      |
| 2 | Bandera de Marruecos       | Elliot Benchetrit                                 | 6         | 6 |           |                      |
| 3 | Bandera de Costa de Marfil | Eliakim Coulibaly / Gueninle Abdoul Kari Ouattara | 3         | 4 |           |                      |
| 3 | Bandera de Marruecos       | Elliot Benchetrit / Younes Lalami Laaroussi       | 6         | 6 |           |                      |
| 4 | Bandera de Costa de Marfil | Felix Boblei                                      | 4         | 1 |           |                      |
| 4 | Bandera de Marruecos       | Yassine Dlimi                                     | 6         | 0 | ret.      |                      |
| 5 | Bandera de Costa de Marfil | Gueninle Abdoul Kari Ouattara                     | No        |   |           |                      |
| 5 | Bandera de Marruecos       | Adam Moundir                                      | disputado |   |           |                      |

| | Bandera de Vietnam   | Vietnam                                | 2 | 3 | Indonesia | Bandera de Indonesia |
| --- | -------------------- | -------------------------------------- | - | - | --------- | -------------------- |
| Hanaka Paris Ocean Park, Từ Sơn, Vietnam 4 y 5 de febrero de 2023 (Dura) |                      |                                        |   |   |           |                      |
| \| 1 \| \| Minh Tuan Pham \| 3 \| 1 \| \| \| 1 \| \| Fitriadi M Rifqi \| 6 \| 6 \| \| \| 2 \| \| Ly Hoang Nam \| 6 \| 6 \| \| \| 2 \| \| Anthony Susanto \| 0 \| 3 \| \| \| 3 \| \| Ly Hoang Nam / Phuong Van Nguyen \| 3 \| 3 \| \| \| 3 \| \| Fitriadi M Rifqi / Christopher Rungkat \| 6 \| 6 \| \| \| 4 \| \| Ly Hoang Nam \| 6 \| 3 \| 7 \| \| 4 \| \| Fitriadi M Rifqi \| 4 \| 6 \| 5 \| \| 5 \| \| Dac Thien Nguyen \| 4 \| 0 \| \| \| 5 \| \| Christopher Rungkat \| 6 \| 6 \| \| |                      |                                        |   |   |           |                      |
| 1 | Bandera de Vietnam   | Minh Tuan Pham                         | 3 | 1 |           |                      |
| 1 | Bandera de Indonesia | Fitriadi M Rifqi                       | 6 | 6 |           |                      |
| 2 | Bandera de Vietnam   | Ly Hoang Nam                           | 6 | 6 |           |                      |
| 2 | Bandera de Indonesia | Anthony Susanto                        | 0 | 3 |           |                      |
| 3 | Bandera de Vietnam   | Ly Hoang Nam / Phuong Van Nguyen       | 3 | 3 |           |                      |
| 3 | Bandera de Indonesia | Fitriadi M Rifqi / Christopher Rungkat | 6 | 6 |           |                      |
| 4 | Bandera de Vietnam   | Ly Hoang Nam                           | 6 | 3 | 7         |                      |
| 4 | Bandera de Indonesia | Fitriadi M Rifqi                       | 4 | 6 | 5         |                      |
| 5 | Bandera de Vietnam   | Dac Thien Nguyen                       | 4 | 0 |           |                      |
| 5 | Bandera de Indonesia | Christopher Rungkat                    | 6 | 6 |           |                      |

## Grupos regionales

### América
| Zona Americana      | Zona Americana | Zona Americana         | Zona Americana      | Zona Americana                         | Zona Americana | Zona Americana | Zona Americana |
| Grupo III           | Grupo III      | Grupo III              | Grupo III           | Grupo III                              | Grupo III      | Grupo III      | Grupo III      |
| · Bahamas           | · Bermudas     | · Bolivia              | · Costa Rica        | · Honduras                             |                |                |                |
| · Panamá            | · Paraguay     | · República Dominicana | · Venezuela         | -                                      |                |                |                |
| Grupo IV            | Grupo IV       | Grupo IV               | Grupo IV            | Grupo IV                               | Grupo IV       | Grupo IV       | Grupo IV       |
| · Antigua y Barbuda | · Aruba        | · Cuba                 | · Guatemala         | · Haití                                |                |                |                |
| · Nicaragua         | · Puerto Rico  | · Santa Lucía          | · Trinidad y Tobago | · Islas Vírgenes de los Estados Unidos |                |                |                |
| ------------------- | -------------- | ---------------------- | ------------------- | -------------------------------------- | -------------- | -------------- | -------------- |